# Италия на летних Олимпийских играх 2024

## Медали
| Медаль  | Спортсмен(ы) | Вид спорта                  | Дисциплина                                | Дата       |
| ------- | --- | --------------------------- | ----------------------------------------- | ---------- |
| Золото  | Николо Мартиненги | Плавание                    | 100 метров брассом                        | 28 июля    |
| Золото  | Томас Чеккон | Плавание                    | 100 метров на спине                       | 29 июля    |
| Золото  | Альберта Сантуччо Росселла Фьяминго Джулия Рицци Мара Наваррия | Фехтование                  | Командная шпага                           | 30 июля    |
| Золото  | Джованни де Дженнаро | Гребной слалом              | Байдарки-одиночки                         | 1 августа  |
| Золото  | Аличе Белланди | Дзюдо                       | До 78 кг                                  | 1 августа  |
| Золото  | Марта Маджетти | Парусный спорт              | IQFoil                                    | 3 августа  |
| Золото  | Сара Эррани Жасмин Паолини | Теннис                      | Парный турнир                             | 4 августа  |
| Золото  | Аличе Д’Амато | Спортивная гимнастика       | Бревно                                    | 5 августа  |
| Золото  | Габриэле Россетти Диана Бакози | Стрельба                    | Скит, смешанные пары                      | 5 августа  |
| Золото  | Руджеро Тита Катерина Банти | Парусный спорт              | Накра 17                                  | 7 августа  |
| Золото  | Кьяра Консонни Виттория Гуаццини | Велоспорт трек              | Мэдисон                                   | 9 августа  |
| Золото  | Карлотта Камби Алессия Орро Паола Эгону Екатерина Антропова Катерина Бозетти Мириам Силла Ловет Оморуйи Гая Джованнини Марина Лубиан Анна Данези Сара Фар Илария Спирито Моника Де Дженнаро | Волейбол                    | Женский турнир                            | 11 августа |
| Серебро | Филиппо Ганна | Велоспорт шоссе             | Индивидуальная гонка с раздельным стартом | 27 июля    |
| Серебро | Федерико Нило Мальдини | Стрельба                    | Пневматический пистолет, 10 метров        | 28 июля    |
| Серебро | Филиппо Макки | Фехтование                  | Рапира                                    | 29 июля    |
| Серебро | Анджела Андреоли Аличе Д’Амато Манила Эспозито Элиза Иорио Джорджия Вилла | Спортивная гимнастика       | Командное многоборье                      | 30 июля    |
| Серебро | Сильвана Станко | Стрельба                    | Трап                                      | 31 июля    |
| Серебро | Лука Рамбальди Андреа Паницца Лука Кьюменто Джакомо Джентили | Академическая гребля        | Четвёрки парные                           | 31 июля    |
| Серебро | Арианна Эрриго Мартина Фаваретто Аличе Вольпи Франческа Палумбо | Фехтование                  | Командная рапира                          | 1 августа  |
| Серебро | Лука Рамбальди Андреа Паницца Лука Кьюменто Джакомо Джентили | Академическая гребля        | Двойки парные, лёгкий вес                 | 2 августа  |
| Серебро | Грегорио Пальтриньери | Плавание                    | 1500 метров вольным стилем                | 4 августа  |
| Серебро | Гийом Бьянки Филиппо Макки Томмазо Марини Алессио Фокони | Фехтование                  | Командная рапира                          | 4 августа  |
| Серебро | Габриэле Казадеи Карло Таккини | Гребля на байдарках и каноэ | Каноэ-двойки, 500 метров                  | 8 августа  |
| Серебро | Надя Баттоклетти | Лёгкая атлетика             | Бег на 10 000 метров                      | 9 августа  |
| Серебро | Симоне Консонни Элиа Вивиани | Велоспорт трек              | Мэдисон                                   | 10 августа |
| Бронза  | Луиджи Самеле | Фехтование                  | Сабля                                     | 27 июля    |
| Бронза  | Бэнитто Муссолини Томас Чеккон Паоло Конте Бонин Мануэль Фриго Лоренцо Дзадзери Леонардо Деплано                                                                                            | Плавание                    | Эстафета 4×100 метров вольным стилем      | 27 июля    |
| Бронза  | Паоло Монна | Стрельба                    | Пневматический пистолет, 10 метров        | 28 июля    |
| Бронза  | Грегорио Пальтриньери | Плавание                    | 800 метров вольным стилем                 | 30 июля    |
| Бронза  | Лоренцо Музетти | Теннис                      | Одиночный турнир                          | 3 августа  |
| Бронза  | Манила Эспозито | Спортивная гимнастика       | Бревно                                    | 5 августа  |
| Бронза  | Маттия Фурлани | Лёгкая атлетика             | Прыжки в длину                            | 6 августа  |
| Бронза  | Симоне Консонни Филиппо Ганна Франческо Ламон Джонатан Милан | Велоспорт трек              | Командная гонка преследования             | 7 августа  |
| Бронза  | Джиневра Таддеуччи | Плавание                    | 10 км в открытой воде                     | 8 августа  |
| Бронза  | София Раффаэли | Художественная гимнастика   | Личное многоборье                         | 9 августа  |
| Бронза  | Анди Диас | Лёгкая атлетика             | Тройной прыжок                            | 9 августа  |
| Бронза  | Антонио Пиццолато | Тяжёлая атлетика            | До 89 кг                                  | 9 августа  |
| Бронза  | Симоне Алессио | Тхэквондо                   | До 80 кг                                  | 9 августа  |
| Бронза  | Алессия Маурелли Мартина Центофанти Агнес Дуранти Даниэла Могурян Лаура Парис | Художественная гимнастика   | Групповое многоборье                      | 10 августа |
| Бронза  | Джорджо Малан | Современное пятиборье       | Мужской турнир                            | 11 августа |

| Вид спорта                  | 1  | 2  | 3  | Всего |
| Плавание                    | 2  | 1  | 3  | 6     |
| Фехтование                  | 1  | 3  | 1  | 5     |
| Велоспорт                   | 1  | 2  | 1  | 4     |
| Стрельба                    | 1  | 2  | 1  | 4     |
| Гимнастика спортивная       | 1  | 1  | 1  | 3     |
| Лёгкая атлетика             | 0  | 1  | 2  | 3     |
| Парусный спорт              | 2  | 0  | 0  | 2     |
| Гребля на байдарках и каноэ | 1  | 1  | 0  | 2     |
| Теннис                      | 1  | 0  | 1  | 2     |
| Академическая гребля        | 0  | 2  | 0  | 2     |
| Гимнастика художественная   | 0  | 0  | 2  | 2     |
| Дзюдо                       | 1  | 0  | 0  | 1     |
| Волейбол                    | 1  | 0  | 0  | 1     |
| Современное пятиборье       | 0  | 0  | 1  | 1     |
| Тхэквондо                   | 0  | 0  | 1  | 1     |
| Тяжёлая атлетика            | 0  | 0  | 1  | 1     |
| Всего                       | 12 | 13 | 15 | 40    |

| Медали по датам | Медали по датам | Медали по датам | Медали по датам | Медали по датам | Медали по датам |
| --------------- | --------------- | --------------- | --------------- | --------------- | --------------- |
| Дата            | 1               | 2               | 3               | Всего           |                 |
| 27 июля         | 0               | 1               | 2               | 3               |                 |
| 28 июля         | 1               | 1               | 1               | 3               |                 |
| 29 июля         | 1               | 1               | 0               | 2               |                 |
| 30 июля         | 1               | 1               | 1               | 3               |                 |
| 31 июля         | 0               | 2               | 0               | 2               |                 |
| 1 августа       | 2               | 1               | 0               | 3               |                 |
| 2 августа       | 0               | 1               | 0               | 1               |                 |
| 3 августа       | 1               | 0               | 1               | 2               |                 |
| 4 августа       | 1               | 2               | 0               | 3               |                 |
| 5 августа       | 2               | 0               | 1               | 3               |                 |
| 6 августа       | 0               | 0               | 1               | 1               |                 |
| 7 августа       | 0               | 0               | 1               | 1               |                 |
| 8 августа       | 1               | 1               | 1               | 3               |                 |
| 9 августа       | 1               | 1               | 4               | 6               |                 |
| 10 августа      | 0               | 1               | 2               | 3               |                 |
| 11 августа      | 1               | 0               | 1               | 2               |                 |
| Всего           | 12              | 13              | 15              | 40              |                 |

| Мультимедалисты       | Мультимедалисты       | Мультимедалисты | Мультимедалисты | Мультимедалисты | Мультимедалисты | Мультимедалисты |
| --------------------- | --------------------- | --------------- | --------------- | --------------- | --------------- | --------------- |
| Спортсмен             | Вид спорта            | 1               | 2               | 3               | Всего           |                 |
| Аличе Д’Амато         | Гимнастика спортивная | 1               | 1               | 0               | 2               |                 |
| Томас Чеккон          | Плавание              | 1               | 0               | 1               | 2               |                 |
| Филиппо Макки         | Фехтование            | 0               | 2               | 0               | 2               |                 |
| Манила Эспозито       | Гимнастика спортивная | 0               | 1               | 1               | 2               |                 |
| Грегорио Пальтриньери | Плавание              | 0               | 1               | 1               | 2               |                 |
| Филиппо Ганна         | Велоспорт             | 0               | 1               | 1               | 2               |                 |
| Симоне Консонни       | Велоспорт             | 0               | 1               | 1               | 2               |                 |

| Медали по полу | Медали по полу | Медали по полу | Медали по полу | Медали по полу |
| -------------- | -------------- | -------------- | -------------- | -------------- |
| Пол            | 1              | 2              | 3              | Всего          |
| Мужчины        | 3              | 9              | 11             | 23             |
| Женщины        | 7              | 4              | 4              | 15             |
| Микст          | 2              | 0              | 0              | 2              |
| Всего          | 12             | 13             | 15             | 40             |

## Квалификация
| № п/п | Вид спорта                  | Мужчины        | Мужчины                | Женщины        | Женщины                | Всего          | Всего                  |
| № п/п | Вид спорта                  | Завоевано квот | Количество спортсменов | Завоевано квот | Количество спортсменов | Завоевано квот | Количество спортсменов |
| ----- | --------------------------- | -------------- | ---------------------- | -------------- | ---------------------- | -------------- | ---------------------- |
| 1     | Академическая гребля        | 6              | 23                     | 2              | 11                     | 8              | 34                     |
| 2     | Бадминтон                   | 1              | 1                      |                |                        | 1              | 1                      |
| 3     | Бокс                        | 3              | 3                      | 5              | 5                      | 8              | 8                      |
| 4     | Борьба                      | 1              | 1                      | 2              | 2                      | 3              | 3                      |
| 5     | Брейкинг                    |                |                        | 1              | 1                      | 1              | 1                      |
| 6     | Велоспорт                   | 11             | 10                     | 14             | 12                     | 25             | 22                     |
| 7     | Водное поло                 | 1              | 13                     | 1              | 13                     | 2              | 26                     |
| 8     | Волейбол                    | 1              | 12                     | 1              | 13                     | 2              | 25                     |
| 9     | Спортивная гимнастика       | 5              | 5                      | 5              | 5                      | 10             | 10                     |
| 10    | Художественная гимнастика   |                |                        | 3              | 7                      | 3              | 7                      |
| 11    | Гольф                       | 2              | 2                      | 1              | 1                      | 3              | 3                      |
| 12    | Гребля на байдарках и каноэ | 6              | 5                      | 4              | 2                      | 10             | 7                      |
| 13    | Дзюдо                       | 6              | 6                      | 7              | 7                      | 13             | 13                     |
| 14    | Конный спорт                | 4              | 4                      | 1              | 1                      | 5              | 5                      |
| 15    | Лёгкая атлетика             | 33             | 35                     | 30             | 31                     | 65             | 66                     |
| 16    | Настольный теннис           |                |                        | 2              | 2                      | 2              | 2                      |
| 17    | Парусный спорт              | 3              | 5                      | 4              | 7                      | 9              | 12                     |
| 18    | Плавание                    | 27             | 21                     | 17             | 17                     | 45             | 38                     |
| 19    | Пляжный волейбол            | 2              | 4                      | 1              | 2                      | 3              | 6                      |
| 20    | Прыжки в воду               | 5              | 4                      | 5              | 4                      | 10             | 8                      |
| 21    | Сёрфинг                     | 1              | 1                      |                |                        | 1              | 1                      |
| 22    | Синхронное плавание         |                |                        | 2              | 8                      | 2              | 8                      |
| 23    | Скейтбординг                | 2              | 2                      |                |                        | 2              | 2                      |
| 24    | Современное пятиборье       | 1              | 1                      | 2              | 2                      | 3              | 3                      |
| 25    | Спортивное скалолазание     | 1              | 1                      | 3              | 3                      | 4              | 4                      |
| 26    | Стрельба                    | 12             | 10                     | 6              | 5                      | 18             | 15                     |
| 27    | Стрельба из лука            | 4              | 3                      | 1              | 1                      | 5              | 4                      |
| 28    | Теннис                      | 6              | 5                      | 6              | 4                      | 13             | 9                      |
| 29    | Триатлон                    | 2              | 2                      | 3              | 3                      | 5              | 5                      |
| 30    | Тхэквондо                   | 2              | 2                      | 1              | 1                      | 3              | 3                      |
| 31    | Тяжёлая атлетика            | 2              | 2                      | 1              | 1                      | 3              | 3                      |
| 32    | Фехтование                  | 12             | 12                     | 12             | 12                     | 24             | 24                     |
|       | ИТОГО                       | 162            | 195                    | 143            | 183                    | 311            | 378                    |

## Состав команды
Академическая гребля
1. Давиде Комини[англ.]
2. Джованни Кодато[англ.]
3. Николо Каруччи[англ.]
4. Маттео Сартори[англ.]
5. Стефано Оппо[англ.]
6. Габриэль Соарес[англ.]
7. Маттео Лодо[англ.]
8. Джованни Абаньяле
9. Джузеппе Вичино[англ.]
10. Николас Коль[англ.]
11. Лука Рамбальди[англ.]
12. Андреа Паницца[англ.]
13. Лука Кьюменто[англ.]
14. Джакомо Джентили[англ.]
15. Маттео Делла Валле[англ.]
16. Якопо Фриджерио[англ.]
17. Эмануэле Гаэтани Лизео[англ.]
18. Сальваторе Монфрекола[англ.]
19. Давиде Верита[англ.]
20. Дженнаро Ди Мауро[англ.]
21. Леонардо Пьетра Каприна[англ.]
22. Винченцо Аббаньяле[англ.]
23. Эмануэле Каппони[англ.]
24. Стефания Гобби[англ.]
25. Клара Гуэрра[англ.]
26. Джорджия Пелакки[англ.]
27. Линда де Филиппис[англ.]
28. Алисе Ньятта[англ.]
29. Аиша Роцек[англ.]
30. Алисе Кодато[англ.]
31. Сильвия Терацци[англ.]
32. Элиза Монделли[англ.]
33. Вероника Бумбака[англ.]
34. Алессандра Фаэлла[англ.]

 Бадминтон
1. Джованни Тоти[англ.]

 Бокс
1. Сальваторе Кавальяро
2. Азиз Аббес Мухийдин
3. Диего Ленци[англ.]
4. Джордана Соррентино[англ.]
5. Сирине Карааби[англ.]
6. Ирма Теста
7. Алессия Мезиано[англ.]
8. Анджела Карини

 Борьба
Вольная борьба
1. Франк Чамисо
2. Эмануэла Льюцци
3. Аурора Руссо[англ.]

 Брейкинг
1. Антилаи Сандрини[англ.]

Велоспорт
 Шоссейный велоспорт
1. Альберто Беттиоль
2. Лука Моццато[англ.]
3. Филиппо Ганна
4. Елена Чеккини
5. Элиза Бальзамо[англ.]
6. Элиза Лонго Боргини
7. Сильвия Персико

 Трековый велоспорт
1. Элиа Вивиани
2. Симоне Консонни
3. Франческо Ламон[англ.]
4. Джонатан Милан
5. Сара Фьорин[англ.]
6. Мириам Вече[англ.]
7. Летиция Патерностер
8. Мартина Фиданца[англ.]
9. Виттория Гуаццини
10. Кьяра Консонни[англ.]

 Маунтинбайк
1. Симоне Авондетто[англ.]
2. Люка Бредо[англ.]
3. Мартина Берта[англ.]
4. Кьяра Теокки[англ.]

 BMX
BMX-гонки
1. Пьетро Бертаньоли[англ.]

 Водное поло
1. Марко дель Лунго[англ.]
2. Франческо ди Фульвио[англ.]
3. Алессандро Велотто[англ.]
4. Томмазо Джанацца[англ.]
5. Андреа Фонделли[англ.]
6. Франческо Кондеми[англ.]
7. Винченцо Рендзутто[англ.]
8. Гонсало Эченике[англ.]
9. Николас Прешутти[англ.]
10. Лоренцо Бруни[англ.]
11. Эдоардо ди Сомма[англ.]
12. Маттео Иокки Гратта[англ.]
13. Джанмарко Никозия[англ.]
14. Аврора Кондорелли[англ.]
15. Кьяра Табани[англ.]
16. Джудитта Галарди[англ.]
17. Сильвия Авеньо[англ.]
18. София Джустини[англ.]
19. Дафна Беттини[англ.]
20. Домицилла Пикоцци[англ.]
21. Роберта Бьянкони[англ.]
22. Валерия Пальмьери[англ.]
23. Клаудия Марлетта[англ.]
24. Аньес Коккьере[англ.]
25. Джулия Виакава[англ.]
26. Катерина Банчелли[англ.]

 Волейбол
1. Алессандро Микелетто[англ.]
2. Симоне Джанелли
3. Фабио Балазо[англ.]
4. Риккардо Сбертоли[англ.]
5. Джованни Сангинетти[англ.]
6. Маттиа Боттоло[англ.]
7. Джанлука Галасси[англ.]
8. Даниэле Лавиа[англ.]
9. Юри Романо[англ.]
10. Роберто Руссо[англ.]
11. Алессандро Боволента[англ.]
12. Лука Порро[англ.]
13. Карлотта Камби
14. Алессия Орро
15. Паола Эгону
16. Екатерина Антропова
17. Катерина Бозетти
18. Мириам Силла
19. Ловет Оморуйи
20. Гая Джованнини
21. Марина Лубиан
22. Анна Данези
23. Сара Фар
24. Илария Спирито
25. Моника Де Дженнаро

Гимнастика
 Спортивная гимнастика
1. Юмин Аббадини[англ.]
2. Лоренцо Мин Казали[англ.]
3. Марио Маккьяти[англ.]
4. Карло Маккини[англ.]
5. Никола Бартолини[англ.]
6. Анджела Андреоли
7. Аличе Д’Амато
8. Джорджия Вилла[англ.]
9. Манила Эспозито[англ.]
10. Элиза Иорио[англ.]

 Художественная гимнастика
1. София Раффаэли
2. Милена Бальдассарри
3. Мартина Центофанти[англ.]
4. Агнес Дуранти[англ.]
5. Алессия Маурелли[англ.]
6. Даниэла Могурян[англ.]
7. Лаура Парис[англ.]

 Гольф
1. Гвидо Мильоцци[англ.]
2. Маттео Манассеро[англ.]
3. Алессандра Фанали[англ.]

Гребля на байдарках и каноэ
 Гребля на гладкой воде
1. Николае Крачун[англ.]
2. Габриэле Казадеи
3. Карло Таккини

 Гребной слалом
1. Джованни де Дженнаро
2. Рафаэлло Ивальди[англ.]
3. Стефани Хорн[англ.]
4. Марта Бертонечели[англ.]

 Дзюдо
1. Андреа Карлино[англ.]
2. Маттео Пирас[англ.]
3. Мануэль Ломбардо
4. Антонио Эспозито[англ.]
5. Кристиан Парлати[англ.]*
6. Дженнаро Пирелли[англ.]
7. Ассунта Скутто
8. Одетте Джуффрида
9. Вероника Тониоло[англ.]
10. Савита Руссо[англ.]
11. Ким Поллинг
12. Аличе Белланди
13. Асия Тавано[англ.]

 Конный спорт
1. Джованни Уголотти[англ.]
2. Эмилиано Портале[англ.]
3. Пьетро Сандеи[англ.]
4. Эмануэле Камилли[англ.]
5. Эвелина Бертоли[англ.]

 Лёгкая атлетика
1. Марсель Якобс
2. Читуру Али[англ.]
3. Филиппо Торту
4. Фаусто Десалу
5. Диего Петтроссси[англ.]
6. Лука Сито[англ.]
7. Давиде Ре[англ.]
8. Симоне Баронтини[англ.]
9. Каталин Текучану[англ.]
10. Пьетро Арезе[англ.]
11. Оссама Меслек[англ.]
12. Федерико Рива[англ.]
13. Лоренцо Симонелли
14. Алессандро Сибилио[англ.]
15. Яссин Буих
16. Осама Зоглами[англ.]
17. Эйоб Фаниэль[англ.]
18. Йеманеберхан Криппа
19. Даниэле Меуччи
20. Франческо Фортунато
21. Массимо Стано
22. Риккардо Орсони[англ.]
23. Маттео Мелуццо[англ.]
24. Лоренцо Патта
25. Владимир Ачети[англ.]
26. Эдоардо Скотти[англ.]
27. Стефано Соттиле[англ.]
28. Джанмарко Тамбери
29. Клаудио Стекки[англ.]
30. Маттия Фурлани
31. Анди Диас[англ.]
32. Андреа Даллавалле[англ.]
33. Эммануэль Ихемейе[англ.]
34. Леонардо Фаббри
35. Зейн Вейр[англ.]
36. Зейнаб Досcо[англ.]
37. Анна Бонджорни[англ.]
38. Каддари, Далия
39. Аличе Манджоне[англ.]
40. Елена Белло[англ.]
41. Элоиза Койро[англ.]
42. Людовика Кавалли[англ.]
43. Федерика дель Буоно
44. Синтаеху Висса[англ.]
45. Надя Баттоклетти
46. Айомиде Фолорунсо
47. Ребекка Сартори[англ.]
48. Аличе Мураро[англ.]
49. София Яремчук[англ.]
50. Джованна Эпис[англ.]
51. Антонелла Пальмизано
52. Элеонора Джорджи
53. Валентина Траплетти
54. Арианна де Маси[англ.]
55. Ирене Сирагуса[англ.]
56. Илария Аккаме[англ.]
57. Анна Полинари[англ.]
58. Джанкарла Тревизан[англ.]
59. Роберта Бруни
60. Элиза Молинароло[англ.]
61. Ларисса Япичино[англ.]
62. Дарья Деркач
63. Оттавия Честонаро[англ.]
64. Дейзи Осакуэ[англ.]
65. Сара Фантини
66. Свева Джеревини[англ.]

 Настольный теннис
1. Дебора Виварелли[англ.]
2. Джорджия Пикколин[англ.]

 Парусный спорт
1. Николо Ренна[англ.]
2. Риккардо Пьянози[англ.]
3. Лоренцо Кьяварини[англ.]
4. Бруно Фесто[англ.]
5. Руджеро Тита[англ.]
6. Марта Маджетти[англ.]
7. Маджи Пешетто[англ.]
8. Кьяра Бенини Флориани[англ.]
9. Яна Джермани[англ.]
10. Джорджия Бертуцци[англ.]
11. Елена Берта[англ.]
12. Катерина Банти[англ.]

 Плавание
1. Леонардо Деплано
2. Лоренцо Дзадзери[англ.]
3. Алессандро Миресси
4. Алессандро Рагайни[англ.]
5. Филиппо Мельи[англ.]
6. Марко де Туллио[англ.]
7. Маттео Ламберти[англ.]
8. Лука де Туллио[англ.]
9. Грегорио Пальтриньери
10. Томас Чеккон
11. Микеле Ламберти[англ.]
12. Маттео Рестиво
13. Николо Мартиненги
14. Лудовико Виберти[англ.]
15. Джакомо Карини[англ.]
16. Альберто Раццетти
17. Паоло Конте Бонин[англ.]
18. Мануэль Фриго[англ.]
19. Джованни Казерта[англ.]
20. Карлос д’Амброзио[англ.]
21. Доменико Ачеренца
22. Сара Кёртис[англ.]
23. Симона Квадарелла
24. Джиневра Таддеуччи[англ.]*
25. Маргерита Пандзьера
26. Бенедетта Пилато
27. Лиза Анджолини[англ.]
28. Франческа Фанджо[англ.]
29. Констанца Коккончелли[англ.]
30. Виола Скотто[англ.]
31. Сара Франчески
32. Эмма Вирджиния Меникуччи[англ.]
33. София Морини[англ.]
34. Кьяра Тарантино[англ.]
35. Джулия Д’Инноченцо[англ.]
36. Матильда Бьяджотти[англ.]
37. Джулия Рамателли[англ.]
38. Джулия Габриэллески[англ.]

 Пляжный волейбол
1. Самуэле Коттафава[англ.]
2. Паоло Николаи[англ.]
3. Алекс Раньери[англ.]
4. Адриан Карамбула
5. Валентина Готтарди[англ.]
6. Марта Менегатти[англ.]

 Прыжки в воду
1. Лоренцо Марсалья
2. Джованни Точчи
3. Андреас Сарджент Ларсен[англ.]
4. Риккардо Джованнини[англ.]
5. Кьяра Пеллакани
6. Елена Бертокки
7. Сара Джодойн ди Мария[англ.]
8. Майя Бигинелли[англ.]

 Сёрфинг
1. Леонардо Фиораванти

 Синхронное плавание
1. Линда Черрути[англ.]
2. Лукреция Руджеро[англ.]
3. Марта Якоаччи[англ.]
4. София Мастроянни[англ.]
5. Энрика Пикколи[англ.]
6. Изотта Спортелли[англ.]
7. Джулия Верниче[англ.]
8. Франческа Зунино[англ.]

 Скейтбординг
1. Алекс Сордженте[англ.]
2. Алессандро Мадзара[англ.]

 Современное пятиборье
1. Джорджо Малан[англ.]
2. Матео Чичинелли[англ.]
3. Елена Микели[англ.]
4. Аличе Сотеро[англ.]

 Спортивное скалолазание
1. Маттео Цурлони[англ.]
2. Камилла Морони[англ.]
3. Лаура Рогора[англ.]
4. Беатрис Колли[англ.]

 Стрельба
1. Данило Соллаццо[англ.]
2. Эдоардо Бонацци[англ.]
3. Риккардо Маццетти[англ.]
4. Массимо Спинелла[англ.]
5. Паоло Монна[англ.]
6. Федерико Мальдини[англ.]
7. Мауро де Филиппис[англ.]
8. Джованни Пелльело
9. Таммаро Кассандро[англ.]
10. Габриэле Россетти
11. Барбара Гамбаро[англ.]
12. Сильвана Станко[англ.]
13. Джессика Росси
14. Диана Бакози
15. Мартина Бартоломеи[англ.]

 Стрельба из лука
1. Мауро Несполи
2. Федерико Музолези[англ.]
3. Алессандро Паоли[англ.]
4. Кьяра Ребальяти

 Теннис
1. Лоренцо Музетти
2. Маттео Арнальди
3. Лучано Дардери
4. Андреа Вавассори
5. Симоне Болелли
6. Жасмин Паолини
7. Лючия Бронцетти
8. Элизабетта Коччаретто
9. Сара Эррани

 Триатлон
1. Алессио Кроциани[англ.]
2. Джанлука Поццатти[англ.]
3. Бьянка Сереньи[англ.]
4. Верена Штайнхаузер[англ.]
5. Аличе Бетто[англ.]

 Тхэквондо
1. Вито Дель’Акуила
2. Симоне Алессио
3. Иления Матонти[англ.]

 Тяжёлая атлетика
1. Серджо Массида
2. Антонио Пиццолато
3. Лукреция Маджистрис

 Фехтование
1. Давиде де Вероли[англ.]
2. Андреа Сантарелли
3. Федерико Висмара[англ.]
4. Габриэле Чимини[англ.]
5. Гийом Бьянки
6. Филиппо Макки
7. Томмазо Марини
8. Алессио Фокони
9. Лука Куратоли
10. Луиджи Самеле
11. Микеле Галло[англ.]
12. Пьетро Торре[англ.]
13. Альберта Сантуччо
14. Росселла Фьяминго
15. Джулия Рицци
16. Мара Наваррия
17. Арианна Эрриго
18. Мартина Фаваретто[англ.]
19. Аличе Вольпи
20. Франческа Палумбо[англ.]
21. Микела Баттистон[англ.]
22. Мартина Кришио[англ.]
23. Кьяра Мормиле[англ.]
24. Ирене Векки

## Академическая гребля
Италия завоевала пять квот на участие в соревнованиях по академической гребле на Чемпионате мира по академической гребле 2023 года в Белграде, Сербия и три квоты на Финальной квалификационной регате 2024 года в Люцерне, Швейцария.
Мужчины
| Спортсмен | Дисциплина               | Заезд   | Заезд    | Утеш. заезд | Утеш. заезд | Полуфиналы            | Полуфиналы            | Финалы                | Финалы                |
| Спортсмен | Дисциплина               | Время   | Место    | Время       | Место       | Время                 | Место                 | Время                 | Место                 |
| --- | ------------------------ | ------- | -------- | ----------- | ----------- | --------------------- | --------------------- | --------------------- | --------------------- |
| Давиде Комини Джованни Кодато | Двойки распашные         | 6.50,25 | 4 R      | 6.50,31     | 2 Q SA/B    | 6.45,86               | 5 Q FB                | 6.28,62               | 12                    |
| Николо Каруччи Маттео Сартори | Двойки парные            | 6:48.77 | 4 R      | 6.43,83     | 4           | завершили выступление | завершили выступление | завершили выступление | завершили выступление |
| Стефано Оппо Габриэль Соарес | Двойки парные, легковесы | 6.29,17 | 1 Q SA/B | —           | —           | 6.22,85               | 1 Q FA                | 6.13,33               | 2                     |
| Маттео Лодо Джованни Абаньяле Джузеппе Вичино Николас Коль | Четвёрки распашные       | 6.14,65 | 5 R      | 5.52,65     | 1 Q FA      | —                     | —                     | 5.55,07               | 4                     |
| Лука Рамбальди Андреа Паницца Лука Кьюменто Джакомо Джентили | Четвёрки парные          | 5.43,31 | 1 Q FA   | —           | —           | —                     | —                     | 5.44,40               | 2                     |
| Маттео Делла Валле Якопо Фриджерио Эмануэле Гаэтани Лизео Сальваторе Монфрекола Давиде Верита Дженнаро Ди Мауро Леонардо Пьетра Каприна Винченцо Аббаньяле Алессандра Фаэлла* | Восьмёрки                | 5.52,52 | 3 R      | 5.36,31     | 5           | завершили выступление | завершили выступление | завершили выступление | завершили выступление |

Женщины
| Спортсмен | Дисциплина    | Заезд   | Заезд | Утеш. заезд | Утеш. заезд | Полуфиналы | Полуфиналы | Финалы  | Финалы |
| Спортсмен | Дисциплина    | Время   | Место | Время       | Место       | Время      | Место      | Время   | Место  |
| --- | ------------- | ------- | ----- | ----------- | ----------- | ---------- | ---------- | ------- | ------ |
| Стефания Гобби Клара Гуэрра | Двойки парные | 7.15,51 | 5 R   | 7.10,41     | 3 Q SA/B    | 6.58,08    | 6 Q FB     | 6.56,87 | 11     |
| Джорджия Пелакки Линда де Филиппис Алисе Ньятта Аиша Роцек Алисе Кодато Сильвия Терацци Элиза Монделли Вероника Бумбака Эмануэле Каппони* | Восьмёрки     | 6.28,47 | 3 R   | 6.09,65     | 4 Q FA      | —          | —          | 6.07,51 | 6      |

Легенда: FA=Финал А (медали); FB=Финал В; FC=Финал С; FD=Финал D; FE=Финал E; FF=Финал F; SA/B=Полуфиналы A/B; SC/D=Полуфиналы C/D; SE/F=Полуфиналы E/F; QF=Четвертьфиналы; R=Утешительные заезды

## Бадминтон
Италия завоевала одну квоту на участие в олимпийском турнире по бадминтону в соответствии с Олимпийским рейтингом BWF.
Мужчины
| Спортсмен     | Категория | Группы                           | Группы                  | Группы        | Группы | Выбывание            | Четвертьфиналы       | Полуфиналы           | Финал / За 3 место   | Финал / За 3 место   |
| Спортсмен     | Категория | Соперник Счет                    | Соперник Счет           | Соперник Счет | Место  | Соперник Счет        | Соперник Счет        | Соперник Счет        | Соперник Счет        | Место                |
| ------------- | --------- | -------------------------------- | ----------------------- | ------------- | ------ | -------------------- | -------------------- | -------------------- | -------------------- | -------------------- |
| Джованни Тоти | Одиночный | SURСёрен Опти В 21-8 4-1 (отказ) | CHNШи Юйци П 21-9 21-10 | —             | 2      | завершил выступление | завершил выступление | завершил выступление | завершил выступление | завершил выступление |

## Бокс
Италия завоевала в турнир по боксу четыре места на Европейских играх 2023 года в Новы-Тарг, Польша и четыре места на Первом мировом квалификационном турнире 2024 года в Бусто-Арсицио, Италия.
| Спортсмен            | Категория           | 1 раунд                             | 1/8 финала                   | Четвертьфиналы         | Полуфиналы            | Финал                 | Финал                 |
| Спортсмен            | Категория           | Соперник Результат                  | Соперник Результат           | Соперник Результат     | Соперник Результат    | Соперник Результат    | Место                 |
| -------------------- | ------------------- | ----------------------------------- | ---------------------------- | ---------------------- | --------------------- | --------------------- | --------------------- |
| Сальваторе Кавальяро | Мужчины до 80 кг    | TURКаан Айкутсун П 1-4              | завершил выступление         | завершил выступление   | завершил выступление  | завершил выступление  | завершил выступление  |
| Азиз Аббес Мухийдин  | Мужчины до 92 кг    | —                                   | UZBЛазизбек Муллажонов П 1-4 | завершил выступление   | завершил выступление  | завершил выступление  | завершил выступление  |
| Диего Ленци          | Мужчины свыше 92 кг | —                                   | USAДжошуа Эдвардс В 3-1      | GERНельви Тиафак П 0-5 | завершил выступление  | завершил выступление  | завершил выступление  |
| Джордана Соррентино  | Женщины до 50 кг    | KAZНазым Кызайбай П 1-4             | завершила выступление        | завершила выступление  | завершила выступление | завершила выступление | завершила выступление |
| Сирине Карааби       | Женщины до 54 кг    | MGLМенгонцетсегийн Энкхьяргал П 0-5 | завершила выступление        | завершила выступление  | завершила выступление | завершила выступление | завершила выступление |
| Ирма Теста           | Женщины до 57 кг    | CHNСюй Цзычунь П 2-3                | завершила выступление        | завершила выступление  | завершила выступление | завершила выступление | завершила выступление |
| Алессия Мезиано      | Женщины до 60 кг    | TURГизем Озер В 4-1                 | IRLКелли Харрингтон П 0-5    | завершила выступление  | завершила выступление | завершила выступление | завершила выступление |
| Анджела Карини       | Женщины до 66 кг    | —                                   | ALGИман Хелиф П WO           | завершила выступление  | завершила выступление | завершила выступление | завершила выступление |

## Борьба
Италия завоевала одно место в женские соревнования по вольной борьбе на Мировом квалификационном турнире 2024 года в Стамбуле, Турция. Еще по одному месту в мужские и женские соревнования по вольной борьбе Италия получила в результате перераспределения квот.
Вольная борьба
| Спортсмен       | Категория        | 1 раунд             | 1/8 финала                      | Четвертьфиналы        | Полуфиналы            | Утеш.поединки         | Финал / За 3 место    | Финал / За 3 место    |
| Спортсмен       | Категория        | Соперник Результат  | Соперник Результат              | Соперник Результат    | Соперник Результат    | Соперник Результат    | Соперник Результат    | Место                 |
| --------------- | ---------------- | ------------------- | ------------------------------- | --------------------- | --------------------- | --------------------- | --------------------- | --------------------- |
| Франк Чамисо    | Мужчины до 74 кг | IRIЮнес Эмами П 4-9 | завершил выступление            | завершил выступление  | завершил выступление  | завершил выступление  | завершил выступление  | завершил выступление  |
| Эмануэла Льюцци | Женщины до 50 кг | —                   | MGLДолгоржавин Отгонжаргал П WO | завершила выступление | завершила выступление | завершила выступление | завершила выступление | завершила выступление |
| Аврора Руссо    | Женщины до 57 кг | —                   | ECUЛуиса Вальверде П 0-6        | завершила выступление | завершила выступление | завершила выступление | завершила выступление | завершила выступление |

## Брейкинг
Италия завоевала одно место в олимпийские соревнования девушек по брейкингу по результатам Олимпийской квалификационной серии.
| Спортсмен        | Ник  | Категория | Групповой этап     | Групповой этап     | Групповой этап             | Групповой этап | Четвертьфинал         | Полуфинал             | Финал                 | Финал |
| Спортсмен        | Ник  | Категория | Соперник Результат | Соперник Результат | Соперник Результат         | Место          | Соперник Результат    | Соперник Результат    | Соперник Результат    | Место |
| ---------------- | ---- | --------- | ------------------ | ------------------ | -------------------------- | -------------- | --------------------- | --------------------- | --------------------- | ----- |
| Антилаи Сандрини | Anti | Би-гёрлз  | JPNАми Юаса П 0-2  | CHNЦзэн Инин П 0-2 | MARФатима Эль-Мамуни В 2-0 | 2              | завершила выступление | завершила выступление | завершила выступление | 11    |

## Велоспорт

### Шоссейные велогонки
Италия получила по рейтингу UCI три места в мужской и четыре в женской групповых гонках на шоссе, а также по одному месту в мужской и женской индивидуальных гонках с раздельным стартом. Еще одно место в мужской индивидуальной гонке Италия получила по результатам Чемпионата мира по шоссейным велогонкам 2023 года в Глазго, Великобритания.
Мужчины
| Спортсмен         | Дисциплина                 | Время    | Место |
| ----------------- | -------------------------- | -------- | ----- |
| Альберто Беттиоль | Групповая гонка            | 6:21.54  | 23    |
| Лука Моццато      | Групповая гонка            | 6:36.57  | 50    |
| Элиа Вивиани      | Групповая гонка            | DNF      | DNF   |
| Альберто Беттиоль | Гонка с раздельным стартом | 38.06,77 | 18    |
| Филиппо Ганна     | Гонка с раздельным стартом | 36.27,08 | 2     |

Женщины
| Спортсмен           | Дисциплина                 | Время    | Место |
| ------------------- | -------------------------- | -------- | ----- |
| Элиза Бальзамо      | Групповая гонка            | 4:07.39  | 54    |
| Елена Чеккини       | Групповая гонка            | 4:04.23  | 25    |
| Элиза Лонго Боргини | Групповая гонка            | 4:02.28  | 9     |
| Сильвия Персико     | Групповая гонка            | 4:07.39  | 55    |
| Элиза Лонго Боргини | Гонка с раздельным стартом | 15.10,30 | 8     |

### Велотрек
Италия завоевала в соответствии с олимпийским рейтингом UCI право выставить команды из четырех человек в мужских и женских дисциплинах преследования, а также по две спортсменки в женском спринте и кейрине.
Спринт
| Спортсмен   | Дисциплина | Квалификация | Квалификация | Раунд 1               | Утеш. 1                                | Раунд 2               | Утеш 2                | Раунд 3               | Утеш. 3               | Четвертьфиналы        | Полуфиналы            | Финал / За 3 место    | Финал / За 3 место    |
| Спортсмен   | Дисциплина | Время        | Место        | Соперник Время        | Соперник Время                         | Соперник Время        | Соперник Время        | Соперник Время        | Соперник Время        | Соперник Время        | Соперник Время        | Соперник Время        | Место                 |
| ----------- | ---------- | ------------ | ------------ | --------------------- | -------------------------------------- | --------------------- | --------------------- | --------------------- | --------------------- | --------------------- | --------------------- | --------------------- | --------------------- |
| Сара Фьорин | Женщины    | 11,085       | 26           | завершила выступление | завершила выступление                  | завершила выступление | завершила выступление | завершила выступление | завершила выступление | завершила выступление | завершила выступление | завершила выступление | завершила выступление |
| Мириам Вече | Женщины    | 10,560       | 16 Q         | NZLШане Фултон П      | MEXДаниэла Гаксиола BELЖюли Николаес П | завершила выступление | завершила выступление | завершила выступление | завершила выступление | завершила выступление | завершила выступление | завершила выступление | 18                    |

Кейрин
| Сара Фьорин | Женщины | 6 R | 5 | завершила выступление | завершила выступление | завершила выступление | завершила выступление | завершила выступление |
| Мириам Вече | Женщины | 3 R | 3 | завершила выступление | завершила выступление | завершила выступление | завершила выступление | завершила выступление |

Командное преследование
| Спортсмен                                                                           | Дисциплина | Квалификация | Квалификация | Полуфиналы                  | Полуфиналы | Финал                       | Финал |
| Спортсмен                                                                           | Дисциплина | Время        | Место        | Соперник Результат          | Место      | Соперник Результат          | Место |
| ----------------------------------------------------------------------------------- | ---------- | ------------ | ------------ | --------------------------- | ---------- | --------------------------- | ----- |
| Симоне Консонни Филиппо Ганна Франческо Ламон Джонатан Милан                        | Мужчины    | 3.44,351     | 4 Q          | Австралия · П 3.43,205      | 4 Q FB     | Дания · В 3.44,197          | 3     |
| Летиция Патерностер Мартина Фиданца Виттория Гуаццини Кьяра Консонни Элиза Бальзамо | Женщины    | 4.07,579     | 4 Q          | Новая Зеландия · П 4.07,491 | 4 Q FB     | Великобритания · П 4.08,961 | 4     |

Омниум
| Спортсмен           | Дисциплина | Скрэтч | Скрэтч | Темповая гонка | Темповая гонка | Гонка с выбыванием | Гонка с выбыванием | Гонка по очкам | Гонка по очкам | Всего | Всего |
| Спортсмен           | Дисциплина | Очки   | Место  | Очки           | Место          | Очки               | Место              | Очки           | Место          | Очки  | Место |
| ------------------- | ---------- | ------ | ------ | -------------- | -------------- | ------------------ | ------------------ | -------------- | -------------- | ----- | ----- |
| Элиа Вивиани        | Мужчины    | 18     | 12     | 22             | 10             | 38                 | 2                  | 23             | 8              | 97    | 9     |
| Летиция Патерностер | Женщины    | 22     | 10     | 12             | 15             | 30                 | 6                  | 0              | 18             | 64    | 13    |

Мэдисон
| Спортсмены                       | Дисциплина | Очки | Круги | Всего | Место |
| -------------------------------- | ---------- | ---- | ----- | ----- | ----- |
| Элиа Вивиани Симоне Консонни     | Мужчины    | 27   | 20    | 47    | 2     |
| Виттория Гуаццини Кьяра Консонни | Женщины    | 17   | 20    | 37    | 1     |

### Маунтинбайк
Италия завоевала по два места в мужские и женские соревнования по маунтинбайку в соответствии с Олимпийским квалификационным рейтингом UCI.
| Спортсмен        | Категория | Время   | Место |
| ---------------- | --------- | ------- | ----- |
| Симоне Авондетто | Мужчины   | 1:30.52 | 19    |
| Люка Бредо       | Мужчины   | 1:26.56 | 4     |
| Мартина Берта    | Женщины   | 1:32.50 | 14    |
| Кьяра Теокки     | Женщины   | 1:31.52 | 11    |

### BMX
BMX-гонки
Италия получила одну универсальную квоту в мужские соревнования.
| Пьетро Бертаньоли | Мужчины | 14 | 12 Q | 15 | 9 | завершил выступление | завершил выступление | завершил выступление | завершил выступление |

## Водное поло
Мужская и женская сборные Италии по водному поло завоевали право участвовать в олимпийских ватерпольных турнирах по результатам Чемпионата мира по водным видам спорта 2024 года в Дохе, Катар.
| Команда | Соревнование   | Групповая стадия | Групповая стадия | Групповая стадия  | Групповая стадия | Групповая стадия | Групповая стадия | Четвертьфиналы    | Полуфиналы                  | Финал / За 3 место          | Финал / За 3 место |
| Команда | Соревнование   | Соперник Счёт    | Соперник Счёт    | Соперник Счёт     | Соперник Счёт    | Соперник Счёт    | Место            | Соперник Счёт     | Соперник Счёт               | Соперник Счёт               | Место              |
| ------- | -------------- | ---------------- | ---------------- | ----------------- | ---------------- | ---------------- | ---------------- | ----------------- | --------------------------- | --------------------------- | ------------------ |
| Италия  | Мужской турнир | США В 12–8       | Хорватия В 14–11 | Черногория В 11–9 | Румыния В 18-7   | Греция П 8-9     | 2 Q              | Венгрия П 10-12   | За 5-8 места Испания П 9-11 | За 7 место Австралия В 10-6 | 7                  |
| Италия  | Женский турнир | Франция П 8–9    | США П 3–10       | Греция В 12–8     | Испания П 11-13  | —                | 3 Q              | Нидерланды П 8-11 | За 5-8 места Канада В 10-5  | За 5 место Венгрия П 12-15  | 6                  |

### Мужской турнир
Состав команды
Состав команды был объявлен 7 июля 2024 года.
Тренер:  Сандро Кампанья
- Марко дель Лунго[англ.] В
- Франческо ди Фульвио[англ.] (К) ПЗ
- Алессандро Велотто[англ.] Д
- Томмазо Джанацца[англ.] ЦН
- Андреа Фонделли[англ.] Д
- Франческо Кондеми[англ.] ПЗ
- Винченцо Рендзутто[англ.] ЦЗ
- Гонсало Эченике[англ.] ПЗ
- Николас Прешутти[англ.] ЦЗ
- Лоренцо Бруни[англ.] ЦН
- Эдоардо ди Сомма[англ.] Д
- Маттео Иокки Гратта[англ.] ЦЗ
- Джанмарко Никозия[англ.] В

Групповой этап
| Поз | Команда    | И | В | ВПЕН | ППЕН | П | МЗ | МП | РМ  | О  | Квалификация   |
| --- | ---------- | - | - | ---- | ---- | - | -- | -- | --- | -- | -------------- |
| 1   | Греция     | 5 | 3 | 1    | 0    | 1 | 61 | 52 | +9  | 11 | Четвертьфиналы |
| 2   | Италия     | 5 | 3 | 1    | 0    | 1 | 60 | 43 | +17 | 11 | Четвертьфиналы |
| 3   | США        | 5 | 3 | 0    | 0    | 2 | 59 | 51 | +8  | 9  | Четвертьфиналы |
| 4   | Хорватия   | 5 | 3 | 0    | 0    | 2 | 58 | 57 | +1  | 9  | Четвертьфиналы |
| 5   | Черногория | 5 | 1 | 0    | 2    | 2 | 45 | 50 | −5  | 5  |                |
| 6   | Румыния    | 5 | 0 | 0    | 0    | 5 | 37 | 67 | −30 | 0  |                |

| 28 июля 2024 15:00 | \| Италия \| 12:8 протокол \| США \| \| три игрока по 2 \| Голы \| Даубе 3 \| | Париж Акватик центр Судьи: Тамаш Ковач (Венгрия), Воин Путникович (Сербия) |
| Италия             | 12:8 протокол                                                                 | США                                                                        |
| три игрока по 2    | Голы                                                                          | Даубе 3                                                                    |

| 30 июля 2024 12:05    | \| Хорватия \| 11:14 протокол \| Италия \| \| Фатович, Харьков по 2 \| Голы \| ди Фульвио 4 \| | Париж Акватик центр Судьи: Михел Цварт (Нидерланды), Себастьян Дервю (Франция) |
| Хорватия              | 11:14 протокол                                                                                 | Италия                                                                         |
| Фатович, Харьков по 2 | Голы                                                                                           | ди Фульвио 4                                                                   |

| 1 августа 2024 16:35     | \| Италия \| 8:8 п. 3:1 протокол \| Черногория \| \| ди Фульвио, Эченике по 2 \| Голы \| Попадич 3 \| | Париж Акватик центр Судьи: Борис Маргета (Словения), Михил Зварт (Нидерланды) |
| Италия                   | 8:8 п. 3:1 протокол                                                                                   | Черногория                                                                    |
| ди Фульвио, Эченике по 2 | Голы                                                                                                  | Попадич 3                                                                     |

| 3 августа 2024 21:05 | \| Италия \| 18:7 протокол \| Румыния \| \| три игрока по 3 \| Голы \| Колодровски 3 \| | Париж Акватик центр Судьи: Тамаш Ковач (Венгрия), Николас Ходжерс (Австралия) |
| Италия               | 18:7 протокол                                                                           | Румыния                                                                       |
| три игрока по 3      | Голы                                                                                    | Колодровски 3                                                                 |

| 5 августа 2024 15:10 | \| Греция \| 9:8 протокол \| Италия \| \| Аргиропулос 4 \| Голы \| Бруни, Кондеми по 3 \| | Париж Акватик центр Судьи: Михел Цварт (Нидерланды), Чжан Лиань (Китай) |
| Греция               | 9:8 протокол                                                                              | Италия                                                                  |
| Аргиропулос 4        | Голы                                                                                      | Бруни, Кондеми по 3                                                     |

Четвертьфиналы
| 7 августа 2024 20:35     | \| Италия \| 9 : 9 п. 1:3 протокол \| Венгрия \| \| ди Фульвио, Эченике по 3 \| Голы \| Мангерц 5 \| | Пари-Ла-Дефанс Арена Судьи: Адриан Александреску (Румыния), Веселин Мишкович (Черногория) |
| Италия                   | 9 : 9 п. 1:3 протокол                                                                                | Венгрия                                                                                   |
| ди Фульвио, Эченике по 3 | Голы                                                                                                 | Мангерц 5                                                                                 |

За 5-8 места
| 9 августа 2024 13:00       | \| Италия \| 9 : 11 протокол \| Испания \| \| Эченике, Иокки Гратта по 2 \| Голы \| Гранадос, Пероне по 3 \| | Пари-Ла-Дефанс Арена Судьи: Михил Зварт (Нидерланды), Себастьян Дервю (Франция) |
| Италия                     | 9 : 11 протокол                                                                                              | Испания                                                                         |
| Эченике, Иокки Гратта по 2 | Голы | Гранадос, Пероне по 3                                                           |

Матч за 7 место
| 10 августа 2024 19:35 | \| Австралия \| 6 : 10 протокол \| Италия \| \| Максимович 2 \| Голы \| Иокки Гратта 3 \| | Пари-Ла-Дефанс Арена Судьи: Давид Гомес (Испания), Тисато Куросаки (Япония) |
| Австралия             | 6 : 10 протокол                                                                           | Италия                                                                      |
| Максимович 2          | Голы                                                                                      | Иокки Гратта 3                                                              |

### Женский турнир
Состав команды
Состав команды был объявлен 11 июля 2024 года.
Тренер:  Карло Силипо
- Аврора Кондорелли[англ.] В
- Кьяра Табани[англ.] ЦЗ
- Джудитта Галарди[англ.] ЦН
- Сильвия Авеньо[англ.] ПЗ
- София Джустини[англ.] ПЗ
- Дафна Беттини[англ.] ПЗ
- Домицилла Пикоцци[англ.] ПЗ
- Роберта Бьянкони[англ.] ПЗ
- Валерия Пальмьери[англ.] (К) ЦН
- Клаудия Марлетта[англ.] ПЗ
- Аньес Коккьере[англ.] ЦН
- Джулия Виакава[англ.] ЦЗ
- Катерина Банчелли[англ.] В

Групповой этап
| Поз | Команда     | И | В | ВПЕН | ППЕН | П | МЗ | МП | РМ  | О  | Квалификация   |
| --- | ----------- | - | - | ---- | ---- | - | -- | -- | --- | -- | -------------- |
| 1   | Испания     | 4 | 4 | 0    | 0    | 0 | 51 | 36 | +15 | 12 | Четвертьфиналы |
| 2   | США         | 4 | 3 | 0    | 0    | 1 | 53 | 27 | +26 | 9  | Четвертьфиналы |
| 3   | Италия      | 4 | 1 | 0    | 0    | 3 | 34 | 40 | −6  | 3  | Четвертьфиналы |
| 4   | Греция      | 4 | 1 | 0    | 0    | 3 | 33 | 41 | −8  | 3  | Четвертьфиналы |
| 5   | Франция (Х) | 4 | 1 | 0    | 0    | 3 | 24 | 51 | −27 | 3  |                |

| 29 июля 2024 14:00 | \| Франция \| 9:8 протокол \| Италия \| \| Даллюен 3 \| Голы \| Бьянкони 2 \| | Париж Акватик центр Судьи: Нора Дебрецени (Венгрия), Николас Ходгерс (Австралия) |
| Франция            | 9:8 протокол                                                                  | Италия                                                                           |
| Даллюен 3          | Голы                                                                          | Бьянкони 2                                                                       |

| 31 июля 2024 18:30 | \| Италия \| 3:10 протокол \| США \| \| Марлетта 2 \| Голы \| Массельмен 3 \| | Париж Акватик центр Судьи: Элен Пэншо (Канада), Воин Путникович (Сербия) |
| Италия             | 3:10 протокол                                                                 | США                                                                      |
| Марлетта 2         | Голы                                                                          | Массельмен 3                                                             |

| 2 августа 2024 15:35          | \| Греция \| 8:12 протокол \| Италия \| \| Элефтериаду, В. Плевриту по 3 \| Голы \| Пальмьери 4 \| | Париж Акватик центр Судьи: Андрей Франулович (Хорватия), Нора Дебрецени (Венгрия) |
| Греция                        | 8:12 протокол                                                                                      | Италия                                                                            |
| Элефтериаду, В. Плевриту по 3 | Голы                                                                                               | Пальмьери 4                                                                       |

| 4 августа 2024 15:35 | \| Италия \| 11:13 протокол \| Испания \| \| Марлетта 3 \| Голы \| Эспар 3 \| | Париж Акватик центр Судьи: Андрей Франулович (Хорватия), Франк Оме (Германия) |
| Италия               | 11:13 протокол                                                                | Испания                                                                       |
| Марлетта 3           | Голы                                                                          | Эспар 3                                                                       |

Четвертьфиналы
| 6 августа 2024 15:35 | \| Нидерланды \| 11 : 8 протокол \| Италия \| \| четыре игрока по 2 \| Голы \| Марлетта 3 \| | Пари-Ла-Дефанс Арена Судьи: Дженнифер Маккол (США), Нора Дебрецени (Венгрия) |
| Нидерланды           | 11 : 8 протокол                                                                              | Италия                                                                       |
| четыре игрока по 2   | Голы                                                                                         | Марлетта 3                                                                   |

За 5-8 места
| 8 августа 2024 13:00    | \| Италия \| 10 : 5 протокол \| Канада \| \| Бьянкони, Марлетта по 2 \| Голы \| пять игроков по 1 \| | Пари-Ла-Дефанс Арена Судьи: Дженнифер Макколл (США), Тизато Куросаки (Япония) |
| Италия                  | 10 : 5 протокол                                                                                      | Канада                                                                        |
| Бьянкони, Марлетта по 2 | Голы                                                                                                 | пять игроков по 1                                                             |

Матч за 5 место
| 10 августа 2024 14:00 | \| Венгрия \| 11 : 11 п. 4:1 протокол \| Италия \| \| Гуришатти 3 \| Голы \| Бьянкони, Марлетта по 3 \| | Пари-Ла-Дефанс Арена Судьи: Наталья Маркополу (Греция), Элен Пэншо (Канада) |
| Венгрия               | 11 : 11 п. 4:1 протокол                                                                                 | Италия                                                                      |
| Гуришатти 3           | Голы | Бьянкони, Марлетта по 3                                                     |

## Волейбол
Мужская и женская волейбольные команды Италии получили право участвовать в олимпийском турнире на основании Мирового рейтинга FIVB.
| Команда | Соревнование   | Групповая стадия               | Групповая стадия | Групповая стадия | Групповая стадия | Четвертьфиналы | Полуфиналы    | Финал / Матч за 3 место | Финал / Матч за 3 место |
| Команда | Соревнование   | Соперник Счёт                  | Соперник Счёт    | Соперник Счёт    | Место            | Соперник Счёт  | Соперник Счёт | Соперник Счёт           | Место                   |
| ------- | -------------- | ------------------------------ | ---------------- | ---------------- | ---------------- | -------------- | ------------- | ----------------------- | ----------------------- |
| Италия  | Мужской турнир | Бразилия В 3–1                 | Египет В 3–0     | Польша В 3–1     | 1 Q              | Япония В 3–2   | Франция П 0-3 | США П 0-3               | 4                       |
| Италия  | Женский турнир | Доминиканская Республика В 3–1 | Нидерланды В 3–0 | Турция В 3–0     | 1 Q              | Сербия В 3-0   | Турция В 3-0  | США В 3-0               | 1                       |

### Мужской турнир
Состав команды
Состав команды был объявлен 8 июля 2024 года.
Тренер:  Фердинандо де Джорджи
- Алессандро Микелетто[англ.] ДО
- Симоне Джанелли (К) СВ
- Фабио Балазо[англ.] Л
- Риккардо Сбертоли[англ.] СВ
- Джованни Сангинетти[англ.] ЦБ
- Маттиа Боттоло[англ.] ДО
- Джанлука Галасси[англ.] ЦБ
- Даниэле Лавиа[англ.] ДО
- Юри Романо[англ.] ДИ
- Роберто Руссо[англ.] ЦБ
- Алессандро Боволента[англ.] ДИ
- Лука Порро[англ.] ДО

Групповой этап
|             | Матчи | Матчи | Очки | Сеты | Сеты | Сеты  | Мячи | Мячи | Мячи  |
| В           | П     | В     | Очки | П    | В:П  | В     | П    | В:П  |       |
| ----------- | ----- | ----- | ---- | ---- | ---- | ----- | ---- | ---- | ----- |
| 1. Италия   | 3     | 0     | 9    | 9    | 2    | 4,500 | 269  | 224  | 1,201 |
| 2. Польша   | 2     | 1     | 5    | 7    | 5    | 1,400 | 260  | 256  | 1,016 |
| 3. Бразилия | 1     | 2     | 4    | 6    | 6    | 1,000 | 273  | 241  | 1,133 |
| 4. Египет   | 0     | 3     | 0    | 0    | 9    | 0,000 | 144  | 225  | 0,640 |

| 27 июля 13:00 (UTC+2) |

| Италия                                | 3:1  | Бразилия  |
| (25:23, 27:25, 18:25, 25:21) Отчёт P2 |      |           |
| Романо 20                             | Очки | 25 Дарлан |

| Париж, Paris Sud 1 Зрителей: 9485 Судьи: Владимир Симонович (Швейцария), Скотт Дзиевирз (Канада) |

| 30 июля 9:00 (UTC+2) |

| Италия                         | 3:0  | Египет    |
| (25:15, 25:16, 25:20) Отчёт P2 |      |           |
| Лавия, Романо 14               | Очки | 8 Хайкаль |

| Париж, Paris Sud 1 Зрителей: 9415 Судьи: Хамид аль-Роуси (ОАЭ), Войцех Марошек (Польша) |

| 3 августа 17:00 (UTC+2) |

| Польша                                | 1:3  | Италия    |
| (15:25, 18:25, 26:24, 20:25) Отчёт P2 |      |           |
| Курек 14                              | Очки | 20 Романо |

| Париж, Paris Sud 1 Зрителей: 9441 Судьи: Юрай Мокрый (Словакия), Денни Сеспедес (Доминиканская Респ.) |

Четвертьфиналы
| 5 августа 13:00 (UTC+2) |

| Италия                                       | 3:2  | Япония     |
| (20:25, 23:25, 27:25, 26:24, 17:15) Отчёт P2 |      |            |
| Микьелетто 24                                | Очки | 32 Исикава |

| Париж, Paris Sud 1 Зрителей: 9166 Судьи: Ивайло Иванов (Болгария), Войцех Марошек (Польша) |

Полуфиналы
| 7 августа 20:00 (UTC+2) |

| Италия                         | 0:3  | Франция    |
| (20:25, 21:25, 21:25) Отчёт P2 |      |            |
| Романо 10                      | Очки | 17 Клевено |

| Париж, Paris Sud 1 Зрителей: 9547 Судьи: Денни Сеспедес (Доминиканская Респ.), Ивайло Иванов (Болгария) |

Матч за 3 место
| 9 августа 16:00 (UTC+2) |

| Италия                         | 0:3  | США        |
| (23:25, 28:30, 24:26) Отчёт P2 |      |            |
| Романо, Микьелетто 17          | Очки | 15 Расселл |

| Париж, Paris Sud 1 Зрителей: 9376 Судьи: Ивайло Иванов (Болгария), Эпаминондас Геронтодорос (Греция) |

### Женский турнир
Состав команды
Главный тренер: Хулио Веласко, тренеры: Массимо Барболини, Лоренцо Бернарди. 
Групповой этап
|                             | Матчи | Матчи | Очки | Сеты | Сеты | Сеты  | Мячи | Мячи | Мячи  |
| В                           | П     | В     | Очки | П    | В:П  | В     | П    | В:П  |       |
| --------------------------- | ----- | ----- | ---- | ---- | ---- | ----- | ---- | ---- | ----- |
| 1. Италия                   | 3     | 0     | 9    | 9    | 1    | 9,000 | 253  | 199  | 1,271 |
| 2. Турция                   | 2     | 1     | 5    | 6    | 6    | 1,000 | 250  | 262  | 0,954 |
| 3. Доминиканская Республика | 1     | 2     | 3    | 5    | 7    | 0,714 | 264  | 284  | 0,930 |
| 4. Нидерланды               | 0     | 3     | 1    | 3    | 9    | 0,333 | 260  | 282  | 0,922 |

| 28 июля 9:00 (UTC+2) |

| Италия                                | 3:1  | Доминиканская Республика |
| (25:19, 24:26, 25:21, 25:18) Отчёт P2 |      |                          |
| Эгону 25                              | Очки | 21 Гонсалес              |

| Париж, Paris Sud 1 Зрителей: 9368 Судьи: Нурпер Озбар (Турция), Анжела Грасс (Бразилия) |

| 1 августа 17:00 (UTC+2) |

| Италия                         | 3:0  | Нидерланды  |
| (29:27, 25:18, 25:19) Отчёт P2 |      |             |
| Антропова 33                   | Очки | 13 Далдероп |

| Париж, Paris Sud 1 Зрителей: 9400 Судьи: Анжела Грасс (Бразилия), Сумиэ Миои (Япония) |

| 4 августа 9:00 (UTC+2) |

| Италия                         | 3:0  | Турция    |
| (25:14, 25:16, 25:21) Отчёт P2 |      |           |
| Эгону 20                       | Очки | 13 Варгас |

| Париж, Paris Sud 1 Зрителей: 9384 Судьи: Сумиэ Миои (Япония), Хамид аль-Роуси (ОАЭ) |

Четвертьфиналы
| 6 августа 21:00 (UTC+2) |

| Италия                         | 3:0  | Сербия      |
| (26:24, 25:20, 25:20) Отчёт P2 |      |             |
| Эгону 19                       | Очки | 19 Бошкович |

| Париж, Paris Sud 1 Зрителей: 9253 Судьи: Фабрис Колладос (Франция), Эпаминондас Геронтодорос (Греция) |

Полуфиналы
| 8 августа 20:00 (UTC+2) |

| Турция                         | 0:3  | Италия   |
| (22:25, 19:25, 22:25) Отчёт P2 |      |          |
| Варгас 17                      | Очки | 24 Эгону |

| Париж, Paris Sud 1 Зрителей: 9309 Судьи: Войцех Марошек (Польша), Сумиэ Миои (Япония) |

Финал
| 11 августа 13:00 (UTC+2) |

| США                            | 0:3  | Италия   |
| (18:25, 20:25, 17:25) Отчёт P2 |      |          |
| Томпсон 8                      | Очки | 22 Эгону |

| Париж, Paris Sud 1 Зрителей: 9340 Судьи: Фабрис Колладос (Франция), Войцех Марошек (Польша) |

## Гимнастика спортивная
Италия завоевала максимальную квоту на участие в олимпийском турнире по спортивной гимнастике на Чемпионате мира по спортивной гимнастике 2023 года в Антверпене, Бельгия.

### Мужчины
| Спортсмен           | Дисциплина          | Квалификация                  | Квалификация                  | Квалификация                  | Квалификация                  | Квалификация                  | Квалификация                  | Квалификация                  | Квалификация                  | Финал                | Финал                | Финал                | Финал                | Финал                | Финал                | Финал                | Финал                |
| Спортсмен           | Дисциплина          | Снаряды                       | Снаряды                       | Снаряды                       | Снаряды                       | Снаряды                       | Снаряды                       | Всего                         | Место                         | Снаряды              | Снаряды              | Снаряды              | Снаряды              | Снаряды              | Снаряды              | Всего                | Место                |
| Спортсмен           | Дисциплина          | В                             | КН                            | КО                            | ОП                            | ПБ                            | П                             | Всего                         | Место                         | В                    | КН                   | КО                   | ОП                   | ПБ                   | П                    | Всего                | Место                |
| ------------------- | ------------------- | ----------------------------- | ----------------------------- | ----------------------------- | ----------------------------- | ----------------------------- | ----------------------------- | ----------------------------- | ----------------------------- | -------------------- | -------------------- | -------------------- | -------------------- | -------------------- | -------------------- | -------------------- | -------------------- |
| Юмин Аббадини       | Команды             | 13,933                        | 14,200                        | 13,400                        | 14,000                        | 14,200                        | 14,200                        | 83,933                        | 8 Q                           | 14,066               | 14,200               | 13,633               | —                    | —                    | 14,033               | —                    | —                    |
| Лоренцо Мин Казали  | Команды             | 14,000                        | 11,700                        | 13,600                        | 14,433                        | 14,000                        | 13,433                        | 81,166                        | 25                            | 13,700               | —                    | 13,633               | 14,466               | 14,066               | —                    | —                    | —                    |
| Марио Маккьяти      | Команды             | 13,566                        | 13,833                        | 13,400                        | 14,500                        | 13,766                        | 13,166                        | 82,231                        | 16 Q                          | —                    | 13,566               | 13,566               | 14,300               | 14,333               | 12,833               | —                    | —                    |
| Карло Маккини       | Команды             | —                             | 12,766                        | —                             | —                             | —                             | 11,666                        | —                             | —                             | —                    | 12,766               | —                    | —                    | —                    | 12,766               | —                    | —                    |
| Никола Бартолини    | Команды             | 14,000                        | —                             | —                             | 14,600                        | 14,100                        | —                             | —                             | —                             | 14,133               | —                    | —                    | 14,500               | 13,700               | —                    | —                    | —                    |
| Всего               | Команды             | 41,933                        | 40,799                        | 40,400                        | 43,533                        | 42,300                        | 40,799                        | 249,764                       | 6 Q                           | 41,899               | 40,352               | 40,832               | 43,266               | 42,099               | 39,632               | 248,260              | 6                    |
| Юмин Аббадини       | Многоборье          | См. выше командное многоборье | См. выше командное многоборье | См. выше командное многоборье | См. выше командное многоборье | См. выше командное многоборье | См. выше командное многоборье | См. выше командное многоборье | См. выше командное многоборье | 13,900               | 14,166               | 13,333               | 14,033               | 13,966               | 13,800               | 83,198               | 11                   |
| Юмин Аббадини       | Вольные упражнения  | 13,933                        | —                             | —                             | —                             | —                             | —                             | —                             | 24                            | завершил выступление | завершил выступление | завершил выступление | завершил выступление | завершил выступление | завершил выступление | завершил выступление | завершил выступление |
| Юмин Аббадини       | Конь                | —                             | 14,200                        | —                             | —                             | —                             | —                             | —                             | 19                            | завершил выступление | завершил выступление | завершил выступление | завершил выступление | завершил выступление | завершил выступление | завершил выступление | завершил выступление |
| Юмин Аббадини       | Кольца              | —                             | —                             | 13,400                        | —                             | —                             | —                             | —                             | 33                            | завершил выступление | завершил выступление | завершил выступление | завершил выступление | завершил выступление | завершил выступление | завершил выступление | завершил выступление |
| Юмин Аббадини       | Параллельные брусья | —                             | —                             | —                             | —                             | 14,200                        | —                             | —                             | 31                            | завершил выступление | завершил выступление | завершил выступление | завершил выступление | завершил выступление | завершил выступление | завершил выступление | завершил выступление |
| Юмин Аббадини       | Перекладина         | —                             | —                             | —                             | —                             | —                             | 14,200                        | —                             | 9                             | завершил выступление | завершил выступление | завершил выступление | завершил выступление | завершил выступление | завершил выступление | завершил выступление | завершил выступление |
| Лоренцо Мин Казали  | Вольные упражнения  | 14,000                        | —                             | —                             | —                             | —                             | —                             | —                             | 20                            | завершил выступление | завершил выступление | завершил выступление | завершил выступление | завершил выступление | завершил выступление | завершил выступление | завершил выступление |
| Лоренцо Мин Казали  | Конь                | —                             | 11,700                        | —                             | —                             | —                             | —                             | —                             | 60                            | завершил выступление | завершил выступление | завершил выступление | завершил выступление | завершил выступление | завершил выступление | завершил выступление | завершил выступление |
| Лоренцо Мин Казали  | Кольца              | —                             | —                             | 13,600                        | —                             | —                             | —                             | —                             | 26                            | завершил выступление | завершил выступление | завершил выступление | завершил выступление | завершил выступление | завершил выступление | завершил выступление | завершил выступление |
| Лоренцо Мин Казали  | Параллельные брусья | —                             | —                             | —                             | —                             | 14,000                        | —                             | —                             | 39                            | завершил выступление | завершил выступление | завершил выступление | завершил выступление | завершил выступление | завершил выступление | завершил выступление | завершил выступление |
| Лоренцо Мин Казали  | Перекладина         | —                             | —                             | —                             | —                             | —                             | 13,433                        | —                             | 30                            | завершил выступление | завершил выступление | завершил выступление | завершил выступление | завершил выступление | завершил выступление | завершил выступление | завершил выступление |
| Марио Маккьяти      | Многоборье          | См. выше командное многоборье | См. выше командное многоборье | См. выше командное многоборье | См. выше командное многоборье | См. выше командное многоборье | См. выше командное многоборье | См. выше командное многоборье | См. выше командное многоборье | 13,666               | 13,966               | 13,300               | 14,166               | 13,233               | 13,166               | 81,497               | 19                   |
| Марио Маккьяти      | Вольные упражнения  | 13,566                        | —                             | —                             | —                             | —                             | —                             | —                             | 39                            | завершил выступление | завершил выступление | завершил выступление | завершил выступление | завершил выступление | завершил выступление | завершил выступление | завершил выступление |
| Марио Маккьяти      | Конь                | —                             | 13,833                        | —                             | —                             | —                             | —                             | —                             | 23                            | завершил выступление | завершил выступление | завершил выступление | завершил выступление | завершил выступление | завершил выступление | завершил выступление | завершил выступление |
| Марио Маккьяти      | Кольца              | —                             | —                             | 13,400                        | —                             | —                             | —                             | —                             | 33                            | завершил выступление | завершил выступление | завершил выступление | завершил выступление | завершил выступление | завершил выступление | завершил выступление | завершил выступление |
| Марио Маккьяти      | Параллельные брусья | —                             | —                             | —                             | —                             | 13,766                        | —                             | —                             | 49                            | завершил выступление | завершил выступление | завершил выступление | завершил выступление | завершил выступление | завершил выступление | завершил выступление | завершил выступление |
| Марио Маккьяти      | Перекладина         | —                             | —                             | —                             | —                             | —                             | 13,166                        | —                             | 40                            | завершил выступление | завершил выступление | завершил выступление | завершил выступление | завершил выступление | завершил выступление | завершил выступление | завершил выступление |
| Карло Маккини       | Конь                | —                             | 12,766                        | —                             | —                             | —                             | —                             | —                             | 49                            | завершил выступление | завершил выступление | завершил выступление | завершил выступление | завершил выступление | завершил выступление | завершил выступление | завершил выступление |
| Карло Маккини       | Перекладина         | —                             | —                             | —                             | —                             | —                             | 11,666                        | —                             | 65                            | завершил выступление | завершил выступление | завершил выступление | завершил выступление | завершил выступление | завершил выступление | завершил выступление | завершил выступление |
| Никола Бартолини    |                     |                               |                               |                               |                               |                               |                               |                               |                               |                      |                      |                      |                      |                      |                      |                      |                      |
| Вольные упражнения  | 14,000              | —                             | —                             | —                             | —                             | —                             | —                             | 19                            | завершил выступление          | завершил выступление | завершил выступление | завершил выступление | завершил выступление | завершил выступление | завершил выступление | завершил выступление |                      |
| Кольца              | —                   | —                             | DNS                           | —                             | —                             | —                             | —                             | —                             | завершил выступление          | завершил выступление | завершил выступление | завершил выступление | завершил выступление | завершил выступление | завершил выступление | завершил выступление |                      |
| Параллельные брусья | —                   | —                             | —                             | —                             | 14,100                        | —                             | —                             | 35                            | завершил выступление          | завершил выступление | завершил выступление | завершил выступление | завершил выступление | завершил выступление | завершил выступление | завершил выступление |                      |

### Женщины
| Спортсмен        | Дисциплина          | Квалификация                  | Квалификация                  | Квалификация                  | Квалификация                  | Квалификация                  | Квалификация                  | Финал                 | Финал                 | Финал                 | Финал                 | Финал                 | Финал                 |
| Спортсмен        | Дисциплина          | Снаряды                       | Снаряды                       | Снаряды                       | Снаряды                       | Всего                         | Место                         | Снаряды               | Снаряды               | Снаряды               | Снаряды               | Всего                 | Место                 |
| Спортсмен        | Дисциплина          | ОП                            | РБ                            | Б                             | В                             | Всего                         | Место                         | ОП                    | РБ                    | Б                     | В                     | Всего                 | Место                 |
| ---------------- | ------------------- | ----------------------------- | ----------------------------- | ----------------------------- | ----------------------------- | ----------------------------- | ----------------------------- | --------------------- | --------------------- | --------------------- | --------------------- | --------------------- | --------------------- |
| Анджела Андреоли | Команды             | 13,733                        | —                             | 13,366                        | 13,500                        | —                             | —                             | 13,566                | —                     | 13,300                | 12,833                | —                     | —                     |
| Аличе Д’Амато    | Команды             | 13,200                        | 14,666                        | 13,866                        | 13,700                        | 55,432                        | 7 Q                           | 13,933                | 14,633                | 13,933                | 13,466                | —                     | —                     |
| Джорджия Вилла   | Команды             | —                             | 13,666                        | —                             | —                             | —                             | —                             | —                     | 13,766                | —                     | —                     | —                     | —                     |
| Манила Эспозито  | Команды             | 14,133                        | 14,166                        | 13,966                        | 13,633                        | 55,898                        | 6 Q                           | 14,166                | —                     | 13,966                | 12,666                | —                     | —                     |
| Элиза Иорио      | Команды             | 13,766                        | 14,366                        | 12,966                        | 12,800                        | 53,898                        | 13                            | —                     | 14,266                | —                     | —                     | —                     | —                     |
| Всего            | Команды             | 41,632                        | 43,198                        | 41,198                        | 40,833                        | 166,861                       | 2 Q                           | 41,665                | 42,665                | 41,199                | 39,965                | 165,494               | 2                     |
| Аличе Д’Амато    | Многоборье          | См. выше командное многоборье | См. выше командное многоборье | См. выше командное многоборье | См. выше командное многоборье | См. выше командное многоборье | См. выше командное многоборье | 14.000                | 14.800                | 14.033                | 13.500                | 56.465                | 4                     |
| Аличе Д’Амато    | Разновысокие брусья | —                             | 14,666                        | —                             | —                             | —                             | 6 Q                           | —                     | 14,733                | —                     | —                     | 14,733                | 5                     |
| Аличе Д’Амато    | Бревно              | —                             | —                             | 13,866                        | —                             | —                             | 7 Q                           | —                     | —                     | 14,366                | —                     | 14,366                | 1                     |
| Аличе Д’Амато    | Вольные упражнения  | —                             | —                             | —                             | 13,700                        | —                             | 5 Q                           | —                     | —                     | —                     | 13,600                | 13,600                | 6                     |
| Анджела Андреоли | Бревно              | —                             | —                             | 13,366                        | —                             | —                             | 25                            | завершила выступление | завершила выступление | завершила выступление | завершила выступление | завершила выступление | завершила выступление |
| Анджела Андреоли | Вольные упражнения  | —                             | —                             | —                             | 13,500                        | —                             | 13                            | завершила выступление | завершила выступление | завершила выступление | завершила выступление | завершила выступление | завершила выступление |
| Джорджия Вилла   | Разновысокие брусья | —                             | 13,666                        | —                             | —                             | —                             | 27                            | завершила выступление | завершила выступление | завершила выступление | завершила выступление | завершила выступление | завершила выступление |
| Манила Эспозито  | Многоборье          | См. выше командное многоборье | См. выше командное многоборье | См. выше командное многоборье | См. выше командное многоборье | См. выше командное многоборье | См. выше командное многоборье | 13,866                | 12,800                | 14,200                | 12,733                | 53,599                | 14                    |
| Манила Эспозито  | Разновысокие брусья | —                             | 14,166                        | —                             | —                             | —                             | 15                            | завершила выступление | завершила выступление | завершила выступление | завершила выступление | завершила выступление | завершила выступление |
| Манила Эспозито  | Бревно              | —                             | —                             | 13,966                        | —                             | —                             | 6 Q                           | —                     | —                     | 14,000                | —                     | 14,000                | 3                     |
| Манила Эспозито  | Вольные упражнения  | —                             | —                             | —                             | 13,633                        | —                             | 7 Q                           | —                     | —                     | —                     | 12,133                | 12,133                | 9                     |
| Элиза Иорио      | Разновысокие брусья | —                             | 14,366                        | —                             | —                             | —                             | 12                            | завершила выступление | завершила выступление | завершила выступление | завершила выступление | завершила выступление | завершила выступление |
| Элиза Иорио      | Бревно              | —                             | —                             | 12,966                        | —                             | —                             | 39                            | завершила выступление | завершила выступление | завершила выступление | завершила выступление | завершила выступление | завершила выступление |
| Элиза Иорио      | Вольные упражнения  | —                             | —                             | —                             | 12,800                        | —                             | 35                            | завершила выступление | завершила выступление | завершила выступление | завершила выступление | завершила выступление | завершила выступление |

## Гимнастика художественная
Италия на Чемпионате мира по художественной гимнастике 2023 года в Валенсии, Испания завоевала максимальную квоту на участие в соревнованиях по художественной гимнастике, получив право выставить команду в групповом турнире и двух гимнасток в личном многоборье.
| Спортсменка         | Дисциплина | Квалификация | Квалификация | Квалификация | Квалификация | Квалификация | Квалификация | инал   | инал   | инал   | инал   | инал    | инал  |
| Спортсменка         | Дисциплина | Обруч        | Мяч          | Булавы       | Лента        | Всего        | Место        | Обруч  | Мяч    | Булавы | Лента  | Всего   | Место |
| ------------------- | ---------- | ------------ | ------------ | ------------ | ------------ | ------------ | ------------ | ------ | ------ | ------ | ------ | ------- | ----- |
| София Раффаэли      | Личное     | 35,700       | 34,450       | 35,000       | 33,950       | 139,100      | 1 Q          | 35,250 | 32,900 | 35,900 | 32,250 | 136,300 | 3     |
| Милена Бальдассарри | Личное     | 33,300       | 32,750       | 30,900       | 32,300       | 129,250      | 9 Q          | 32,600 | 33,150 | 32,500 | 31,450 | 129,700 | 8     |

| Спортсменки                                                                   | Дисциплина | Квалификация | Квалификация | Квалификация | Квалификация | Финал    | Финал      | Финал  | Финал |
| Спортсменки                                                                   | Дисциплина | 5 предм.     | 3+2 предм.   | Всего        | Место        | 5 предм. | 3+2 предм. | Всего  | Место |
| ----------------------------------------------------------------------------- | ---------- | ------------ | ------------ | ------------ | ------------ | -------- | ---------- | ------ | ----- |
| Мартина Центофанти Агнес Дуранти Алессия Маурелли Даниэла Могурян Лаура Парис | Группы     | 38,200       | 31,150       | 69,350       | 2 Q          | 36,100   | 32,000     | 68,100 | 3     |

## Гольф
Италия получила два места в мужские и одно место в женские соревнования по гольфу в соответствии с рейтингом IGF.
| Сопртсмен         | Категория | Раунд 1 | Раунд 2 | Раунд 3 | Раунд 4 | Итого | Итого | Итого |
| Сопртсмен         | Категория | Счет    | Счет    | Счет    | Счет    | Счет  | К пар | Место |
| ----------------- | --------- | ------- | ------- | ------- | ------- | ----- | ----- | ----- |
| Гвидо Мильоцци    | Мужчины   | 68      | 67      | 74      | 68      | 277   | −7    | =22   |
| Маттео Манассеро  | Мужчины   | 69      | 69      | 69      | 69      | 276   | −8    | =18   |
| Алессандра Фанали | Женщины   | 75      | 76      | 77      | 76      | 304   | +16   | 53    |

## Гребля на байдарках и каноэ

### Гладкая вода
Италия завоевала одно место в мужские соревнования на каноэ-двойке на Чемпионате мира по гребле на байдарках и каноэ в Дуйсбурге, Германия и одно место на каноэ-одиночке на Европейской квалификационной регате 2024 года в Сегеде, Венгрия. Еще одно место в каноэ-одиночках Италия получила благодаря квалификации в каноэ-двойке согласно правилам ICF.
Мужчины
| Спортсмен                      | Дисциплина            | Заезды  | Заезды | Четвертьфиналы | Четвертьфиналы | Полуфиналы           | Полуфиналы           | Финалы               | Финалы               |
| Спортсмен                      | Дисциплина            | Время   | Место  | Время          | Место          | Время                | Место                | Время                | Место                |
| ------------------------------ | --------------------- | ------- | ------ | -------------- | -------------- | -------------------- | -------------------- | -------------------- | -------------------- |
| Николае Крачун                 | Каноэ-одиночка 1000 м | 3.53,90 | 4 QF   | 3.53,13        | 3              | завершил выступление | завершил выступление | завершил выступление | завершил выступление |
| Карло Таккини                  | Каноэ-одиночка 1000 м | 3.59,59 | 3 QF   | 3.49,15        | 1 SF           | 3.45,42              | 4 FA                 | 3.48,97              | 5                    |
| Габриэле Казадеи Карло Таккини | Каноэ-двойка 500 м    | 1.39,17 | 2 SF   | —              | —              | 1.41,59              | 3 FA                 | 1.41,08              | 2                    |

### Гребной слалом
Италия завоевала Чемпионате мира по гребному слалому в Лондоне, Великобритания максимальную квоту на участие в олимпийских соревнованиях по гребному слалому, получив право выставить по одной лодке в мужских и женских соревнованиях на байдарках и каноэ, а также автоматически в кроссе на байдарках у мужчин и женщин.
Мужчины
| Спортсмен            | Дисциплина        | Заезды    | Заезды | Заезды    | Заезды | Заезды       | Заезды | Полуфинал | Полуфинал | Финал                | Финал                |
| Спортсмен            | Дисциплина        | 1 попытка | Место  | 2 попытка | Место  | Лучшее время | Место  | Время     | Место     | Время                | Место                |
| -------------------- | ----------------- | --------- | ------ | --------- | ------ | ------------ | ------ | --------- | --------- | -------------------- | -------------------- |
| Джованни де Дженнаро | Байдарка-одиночка | 88,46     | 12     | 85,34     | 3      | 85,34        | 3      | 93,47     | 8         | 88,22                | 1                    |
| Рафаэлло Ивальди     | Каноэ-одиночка    | 91,90     | 4      | 94,96     | 6      | 91,90        | 4      | 108,20    | 14        | завершил выступление | завершил выступление |

Женщины
| Спортсмен         | Дисциплина        | Заезды    | Заезды | Заезды    | Заезды | Заезды       | Заезды | Полуфинал | Полуфинал | Финал                 | Финал                 |
| Спортсмен         | Дисциплина        | 1 попытка | Место  | 2 попытка | Место  | Лучшее время | Место  | Время     | Место     | Время                 | Место                 |
| ----------------- | ----------------- | --------- | ------ | --------- | ------ | ------------ | ------ | --------- | --------- | --------------------- | --------------------- |
| Стефани Хорн      | Байдарка-одиночка | 99,64     | 15     | 95,43     | 7      | 95,43        | 7      | 101,04    | 4         | 101,43                | 5                     |
| Марта Бертонечели | Каноэ-одиночка    | 112,28    | 14     | 110,43    | 13     | 110,43       | 18     | 170,28    | 18        | завершила выступление | завершила выступление |

Кросс на байдарках
| Спортсмен            | Категория | Квалиф. время | Место | 1 круг | Утеш. заезды | 2 круг | Четвертьфиналы        | Полуфиналы            | Финал                 | Место |
| -------------------- | --------- | ------------- | ----- | ------ | ------------ | ------ | --------------------- | --------------------- | --------------------- | ----- |
| Джованни де Дженнаро | Мужчины   | 67,71         | 5     | 1 Q    | —            | 1 Q    | 4                     | завершил выступление  | завершил выступление  | 13    |
| Стефани Хорн         | Женщины   | 75,19         | 17    | 3 R    | 1 Q          | 2 Q    | 4                     | завершила выступление | завершила выступление | 16    |
| Марта Бертонечели    | Женщины   | 78,38         | 28    | 2 Q    | —            | 3      | завершила выступление | завершила выступление | завершила выступление | 20    |

## Дзюдо
Италия получила по рейтингу IJF шесть мест в мужских и семь мест в женских соревнованиях, а также право выставить смешанную команду.
| Спортсмен        | Категория           | 1/16 финала                    | 1/8 финала                     | Четвертьфиналы                   | Полуфиналы                  | Утеш. поединки              | Финал / За 3 место           | Финал / За 3 место    |
| Спортсмен        | Категория           | Соперник Результат             | Соперник Результат             | Соперник Результат               | Соперник Результат          | Соперник Результат          | Соперник Результат           | Место                 |
| ---------------- | ------------------- | ------------------------------ | ------------------------------ | -------------------------------- | --------------------------- | --------------------------- | ---------------------------- | --------------------- |
| Андреа Карлино   | Мужчины до 60 кг    | AUSДжош Кац В 01–00            | TPEЯн Юнвэй П 01–10            | завершил выступление             | завершил выступление        | завершил выступление        | завершил выступление         | завершил выступление  |
| Маттео Пирас     | Мужчины до 66 кг    | PERХуан Постигос В 10–00       | SRBСтрахинья Банчич П 00–01    | завершил выступление             | завершил выступление        | завершил выступление        | завершил выступление         | завершил выступление  |
| Мануэль Ломбардо | Мужчины до 73 кг    | POLАдам Стодольский В 10-00    | THAМасаики Терада В 01-00      | KOSАкил Гякова L 00–10           | —                           | CANАртур Маржелидон В 10-00 | MDAАдиль Османов П 00–10     | 5                     |
| Антонио Эспозито | Мужчины до 81 кг    | BENВалантен Уинато В 10 – 00   | BRAГильерме Шимидт В 01-00     | CANФрансуа Готье-Драпо В 10 – 00 | JPNТаканори Нагасэ П 00–10  | —                           | TJKСомон Махмадбеков П 00–10 | 5                     |
| Кристиан Парлати | Мужчины до 90 кг    | USAДжон Джейн П 00–10          | завершил выступление           | завершил выступление             | завершил выступление        | завершил выступление        | завершил выступление         | завершил выступление  |
| Дженнаро Пирелли | Мужчины до 100 кг   | CROЗлатко Кумрич В 10-00       | GEOИлья Суламанидзе П 00–10    | завершил выступление             | завершил выступление        | завершил выступление        | завершил выступление         | завершил выступление  |
| Ассунта Скутто   | Женщины до 48 кг    | —                              | USAМария Селия Лаборде В 10–00 | SWEТара Бабулфат П 00–10         | —                           | FRAШирин Букли П 00–01      | завершила выступление        | завершила выступление |
| Одетте Джуффрида | Женщины до 52 кг    | —                              | Анжелика Дельгадо В 01–00      | HUNРека Пупп В 01-00             | KOSДистрия Красничи П 00-10 | —                           | BRAЛарисса Пимента П 00–10   | 5                     |
| Вероника Тониоло | Женщины до 57 кг    | JPNХарука Фунакубо П 00–01     | завершила выступление          | завершила выступление            | завершила выступление       | завершила выступление       | завершила выступление        | завершила выступление |
| Савита Руссо     | Женщины до 63 кг    | POLАнгелика Шиманьская П 00–01 | завершила выступление          | завершила выступление            | завершила выступление       | завершила выступление       | завершила выступление        | завершила выступление |
| Ким Поллинг      | Женщины до 70 кг    | PORТаис Пина В 01–00           | CROБарбара Матич П 00–10       | завершила выступление            | завершила выступление       | завершила выступление       | завершила выступление        | завершила выступление |
| Аличе Белланди   | Женщины до 78 кг    | —                              | BRAМайра Агиар В 01–00         | UKRЕлизавета Литвиненко В 10–00  | PORПатриция Сампайо В 01–00 | —                           | ISRИнбар Ланир В 11–00       | 1                     |
| Асия Тавано      | Женщины свыше 78 кг | SRBМилица Жабич П 00–10        | завершила выступление          | завершила выступление            | завершила выступление       | завершила выступление       | завершила выступление        | завершила выступление |

Смешанные команды
| Спортсмен | Дисциплина        | 1/16 финала        | 1/8 финала         | Четвертьфиналы     | Полуфиналы         | Утеш. поединки     | Финал/За 3 место   | Финал/За 3 место |
| Спортсмен | Дисциплина        | Соперник Результат | Соперник Результат | Соперник Результат | Соперник Результат | Соперник Результат | Соперник Результат | Место            |
| --- | ----------------- | ------------------ | ------------------ | ------------------ | ------------------ | ------------------ | ------------------ | ---------------- |
| Андреа Карлино Маттео Пирас Мануэль Ломбардо Антонио Эспозито Кристиан Парлати Дженнаро Пирелли Ассунта Скутто Одетте Джуффрида Вероника Тониоло Савита Руссо Ким Поллинг Аличе Белланди Асия Тавано | Смешанные команды | Венгрия · В 4–1    | Грузия · В 4–3     | Узбекистан · В 4–2 | Франция · П 1–4    | —                  | Бразилия · П 3–4   | 5                |

## Конный спорт
Италия завоевала по результатам Кубка наций по троеборью 2023 право выставить в конном троеборье команду и трех участников в личных соревнованиях. Также Италия получила одно место в личных соревнованиях в конкуре в соответствии с олимпийским рейтингом FEI.

### Троеборье
| Джованни Уголотти                                                | Swirly Temptress                                         | Личный турнир    | 25,70  | 9   | 36,40                | 62,10                | 46                   | 22,00                | 84,10                | 46                   | завершил выступление | завершил выступление | завершил выступление |                      |                      |                      |
| Эмилиано Портале                                                 | Future                                                   | Личный турнир    | DSQ    | DSQ | завершил выступление | завершил выступление | завершил выступление | завершил выступление | завершил выступление | завершил выступление | завершил выступление | завершил выступление | завершил выступление | завершил выступление | завершил выступление | завершил выступление |
| Эвелина Бертоли                                                  | Fidjy des Melezes                                        | Личный турнир    | 26,60  | 13  | 6,40                 | 33,00                | 19                   | 5,20                 | 38,20                | 19 Q                 | 4,40                 | 42,60                | 23                   |                      |                      |                      |
| Джованни Уголотти Эмилиано Портале Эвелина Бертоли Пьетро Сандеи | Fidjy des Melezes Future Swirly Temptress Rubis de Prere | Командный турнир | 152,30 | 16  | 76,80                | 229,10               | 13                   | 35,60                | 264,70               | 13                   | —                    | 264,70               | 13                   |                      |                      |                      |

### Конкур
| Спортсмен        | Лошадь         | Дисциплина    | Квалификация | Квалификация | Квалификация | Финал | Финал | Финал |
| Спортсмен        | Лошадь         | Дисциплина    | Штраф        | Время        | Место        | Штраф | Время | Место |
| ---------------- | -------------- | ------------- | ------------ | ------------ | ------------ | ----- | ----- | ----- |
| Эмануэле Камилли | Odense Odeveld | Личный турнир | 0            | 75,10        | 8 Q          | 12    | 81,08 | 21    |

## Легкая атлетика
Итальянские легкоатлеты выполнили нормативы для участия в Играх 2024 года, пройдя прямую квалификацию или по мировому рейтингу, в следующих соревнованиях (максимум по 3 спортсмена в каждом):
Беговые дисциплины
Мужчины
| Спортсмен                                                              | Дисциплина            | Забеги    | Забеги | Утеш. забеги | Утеш. забеги | Полуфиналы           | Полуфиналы           | Финал                | Финал                |                      |                      |
| Спортсмен                                                              | Дисциплина            | Результат | Место  | Результат    | Место        | Результат            | Место                | Результат            | Место                |                      |                      |
| ---------------------------------------------------------------------- | --------------------- | --------- | ------ | ------------ | ------------ | -------------------- | -------------------- | -------------------- | -------------------- | -------------------- | -------------------- |
| Марсель Якобс                                                          | 100 м                 | 10,05     | 2 Q    | —            | —            | 9,92                 | 3 q                  | 9,85                 | 5                    |                      |                      |
| Читуру Али                                                             | 100 м                 | 10,12     | 2 Q    | —            | —            | 10,14                | 7                    | завершил выступление | завершил выступление |                      |                      |
| Фаусто Десалу                                                          | 200 м                 | 20,26     | 2 Q    | —            | —            | 20,37                | 3                    | завершил выступление | завершил выступление |                      |                      |
| Филиппо Торту                                                          | 200 м                 | 20,29     | 3 Q    | —            | —            | 20,54                | 4                    | завершил выступление | завершил выступление |                      |                      |
| Диего Петтроссси                                                       | 200 м                 | 20,63     | 4 R    | 20,53        | 2            | завершил выступление | завершил выступление | завершил выступление | завершил выступление |                      |                      |
| Лука Сито                                                              | 400 м                 | 44,99     | 3 Q    | —            | —            | 45,01                | 5                    | завершил выступление | завершил выступление |                      |                      |
| Давиде Ре                                                              | 400 м                 | 46,74     | 8 R    | DNS          | DNS          | завершил выступление | завершил выступление | завершил выступление | завершил выступление |                      |                      |
| Симоне Баронтини                                                       | 800 м                 | 1.46,33   | 4 R    | 1.45,56      | 1 Q          | 1.46,17              | 8                    | завершил выступление | завершил выступление |                      |                      |
| Каталин Текучану                                                       | 800 м                 | 1.44,80   | 2 Q    | —            | —            | 1.45,38              | 3                    | завершил выступление | завершил выступление |                      |                      |
| Пьетро Арезе                                                           | 1500 м                | 3.35,30   | 3 Q    | —            | —            | 3.33,03              | 6 Q                  | 3.30,74 NR           | 8                    |                      |                      |
| Оссама Меслек                                                          | 1500 м                | 3.39,96   | 15 R   | 3.35,32      | 3 Q          | 3.32,77              | 8                    | завершил выступление | завершил выступление |                      |                      |
| Федерико Рива                                                          | 1500 м                | 3.41,78   | 14 R   | 3.32,84      | 1 Q          | 3.35,26              | 9                    | завершил выступление | завершил выступление |                      |                      |
| Лоренцо Симонелли                                                      | 110 м с/б             | 13,27     | 2 Q    | —            | —            | 13,38                | 5                    | завершил выступление | завершил выступление |                      |                      |
| Алессандро Сибилио                                                     | 400 м с/б             | 48,43     | 4 q    | —            | —            | 48,79                | 6                    | завершил выступление | завершил выступление |                      |                      |
| Яссин Буих                                                             | 3000 м с/пр           | 8.40,34   | 11     | —            | —            | завершил выступление | завершил выступление | завершил выступление | завершил выступление |                      |                      |
| Осама Зоглами                                                          | 3000 м с/пр           | 8.20,52   | 8      | —            | —            | завершил выступление | завершил выступление | завершил выступление | завершил выступление | завершил выступление | завершил выступление |
| Эйоб Фаниэль                                                           | Марафон               | —         | —      | —            | —            | —                    | —                    | 2:12.50              | 43                   |                      |                      |
| Йеманеберхан Криппа                                                    | Марафон               | —         | —      | —            | —            | —                    | —                    | 2:10.36              | 25                   |                      |                      |
| Даниэле Меуччи                                                         | Марафон               | —         | —      | —            | —            | —                    | —                    | 2:14.02              | 51                   |                      |                      |
| Франческо Фортунато                                                    | Ходьба 20 км          | —         | —      | —            | —            | —                    | —                    | 1:20.38              | 20                   |                      |                      |
| Риккардо Орсони                                                        | Ходьба 20 км          | —         | —      | —            | —            | —                    | —                    | 1:25.08              | 41                   |                      |                      |
| Массимо Стано                                                          | Ходьба 20 км          | —         | —      | —            | —            | —                    | —                    | 1:19.12              | 4                    |                      |                      |
| Фаусто Десалу Марсель Якобс Маттео Мелуццо Лоренцо Патта Филиппо Торту | Эстафета 4×100 метров | 38,07     | 5 q    | —            | —            | —                    | —                    | 37,68                | 4                    |                      |                      |
| Алессандро Сибилио Лука Сито Владимир Ачети Эдоардо Скотти             | Эстафета 4×400 метров | 3.00,26   | 3 Q    | —            | —            | —                    | —                    | 2.59,72              | 7                    |                      |                      |

Женщины
| Спортсмен                                                     | Дисциплина            | Забеги    | Забеги | Утеш. забеги | Утеш. забеги | Полуфиналы            | Полуфиналы            | Финал                 | Финал                 |
| Спортсмен                                                     | Дисциплина            | Результат | Место  | Результат    | Место        | Результат             | Место                 | Результат             | Место                 |
| ------------------------------------------------------------- | --------------------- | --------- | ------ | ------------ | ------------ | --------------------- | --------------------- | --------------------- | --------------------- |
| Зейнаб Досcо                                                  | 100 м                 | 11,30     | 3 Q    | —            | —            | 11,34                 | 9                     | завершила выступление | завершила выступление |
| Анна Бонджорни                                                | 200 м                 | 23,49     | 7 R    | DNS          | DNS          | завершила выступление | завершила выступление | завершила выступление | завершила выступление |
| Каддари, Далия                                                | 200 м                 | 23,49     | 7 R    | DNS          | DNS          | завершила выступление | завершила выступление | завершила выступление | завершила выступление |
| Аличе Манджоне                                                | 400 м                 | 51,60     | 5 R    | 51,07        | 3            | завершила выступление | завершила выступление | завершила выступление | завершила выступление |
| Елена Белло                                                   | 800 м                 | 1.59,98   | 7 R    | 2.02,91      | 4            | завершила выступление | завершила выступление | завершила выступление | завершила выступление |
| Элоиза Койро                                                  | 800 м                 | 1.59,19   | 4 R    | 2.00,31      | 2            | завершила выступление | завершила выступление | завершила выступление | завершила выступление |
| Людовика Кавалли                                              | 1500 м                | 4.11,68   | 13 R   | 4.02,46      | 2 Q          | 4.03,59               | 12                    | завершила выступление | завершила выступление |
| Федерика дель Буоно                                           | 1500 м                | 4.10,14   | 14 R   | 4.06,00      | 7            | завершила выступление | завершила выступление | завершила выступление | завершила выступление |
| Синтаеху Висса                                                | 1500 м                | 4.00,69   | 8 R    | 4.06,71      | 1 Q          | 3.58,11 NR            | 10                    | завершила выступление | завершила выступление |
| Федерика дель Буоно                                           | 5000 м                | 15.15,54  | 16     | —            | —            | завершила выступление | завершила выступление | завершила выступление | завершила выступление |
| Надя Баттоклетти                                              | 5000 м                | 14.57,65  | 2 Q    | —            | —            | —                     | —                     | 14.31,64 NR           | 4                     |
| Надя Баттоклетти                                              | 10 000 м              | —         | —      | —            | —            | —                     | —                     | 30.43,35 NR           | 2                     |
| Айомиде Фолорунсо                                             | 400 м с/б             | 55,03     | 6 R    | 55,07        | 1 Q          | 54,92                 | 5                     | завершила выступление | завершила выступление |
| Аличе Мураро                                                  | 400 м с/б             | 55,62     | 5 R    | 55,48        | 6            | завершила выступление | завершила выступление | завершила выступление | завершила выступление |
| Ребекка Сартори                                               | 400 м с/б             | 55,81     | 6 R    | 55,44        | 5            | завершила выступление | завершила выступление | завершила выступление | завершила выступление |
| Джованна Эпис                                                 | Марафон               | —         | —      | —            | —            | —                     | —                     | 2:38.26               | 67                    |
| София Яремчук                                                 | Марафон               | —         | —      | —            | —            | —                     | —                     | 2:30.20               | 30                    |
| Антонелла Пальмизано                                          | Ходьба 20 км          | —         | —      | —            | —            | —                     | —                     | DNF                   | DNF                   |
| Элеонора Джорджи                                              | Ходьба 20 км          | —         | —      | —            | —            | —                     | —                     | 1:31.49               | 23                    |
| Валентина Траплетти                                           | Ходьба 20 км          | —         | —      | —            | —            | —                     | —                     | 1:35.39               | 35                    |
| Арианна де Маси Зейнаб Досcо Каддари, Далия Ирене Сирагуса    | Эстафета 4×100 метров | 43,03     | 6      | —            | —            | —                     | —                     | завершили выступление | завершили выступление |
| Илария Аккаме Аличе Манджоне Анна Полинари Джанкарла Тревизан | Эстафета 4×400 метров | 3.26,50   | 5      | —            | —            | —                     | —                     | завершили выступление | завершили выступление |

Микст
| Спортсмен                                                                | Дисциплина            | Забеги    | Забеги | Финал     | Финал |
| Спортсмен                                                                | Дисциплина            | Результат | Место  | Результат | Место |
| ------------------------------------------------------------------------ | --------------------- | --------- | ------ | --------- | ----- |
| Лука Сито Аличе Манджоне Эдоардо Скотти Анна Полинари Джанкарла Тревизан | Эстафета 4×400 метров | 3.11,59   | 3 Q    | 3.11,84   | 6     |
| Массимо Стано Антонелла Пальмизано                                       | Ходьба эстафета       | —         | —      | 2:53.52   | 6     |

Технические дисциплины
Мужчины
| Спортсмен         | Дисциплина      | Полуфиналы | Полуфиналы | Финал                | Финал                |
| Спортсмен         | Дисциплина      | Результат  | Место      | Результат            | Место                |
| ----------------- | --------------- | ---------- | ---------- | -------------------- | -------------------- |
| Стефано Соттиле   | Прыжки в высоту | 2,24       | =6 q       | 2,34                 | 4                    |
| Джанмарко Тамбери | Прыжки в высоту | 2,24       | =6 q       | 2,22                 | 11                   |
| Клаудио Стекки    | Прыжки с шестом | 5,70       | 13         | завершил выступление | завершил выступление |
| Маттия Фурлани    | Прыжки в длину  | 8,01       | 6 q        | 8,34                 | 3                    |
| Анди Диас         | Тройной прыжок  | 16,79      | 12 q       | 17,64                | 3                    |
| Андреа Даллавалле | Тройной прыжок  | 16,65      | 19         | завершил выступление | завершил выступление |
| Эммануэль Ихемейе | Тройной прыжок  | 16,50      | 20         | завершил выступление | завершил выступление |
| Леонардо Фаббри   | Толкание ядра   | 21,76      | 1 Q        | 21,70                | 5                    |
| Зейн Вейр         | Толкание ядра   | 21,00      | 11 q       | 20,24                | 11                   |

Женщины
| Спортсмен         | Дисциплина      | Полуфиналы | Полуфиналы | Финал                 | Финал                 |
| Спортсмен         | Дисциплина      | Результат  | Место      | Результат             | Место                 |
| ----------------- | --------------- | ---------- | ---------- | --------------------- | --------------------- |
| Роберта Бруни     | Прыжки с шестом | 4,55       | =1 q       | 4,40                  | 14                    |
| Элиза Молинароло  | Прыжки с шестом | 4,55       | =1 q       | 4,70                  | 6                     |
| Ларисса Япичино   | Прыжки в длину  | 6,87       | 2 Q        | 6,87                  | 4                     |
| Дарья Деркач      | Тройной прыжок  | 14,35      | 6 Q        | 14,14                 | 8                     |
| Оттавия Честонаро | Тройной прыжок  | 13,63      | 23         | завершила выступление | завершила выступление |
| Дейзи Осакуэ      | Метание диска   | 63,11      | 9 q        | 63,11                 | 8                     |
| Сара Фантини      | Метание молота  | 72,40      | 8 q        | 69,58                 | 12                    |

Комбинированные дисциплины – Семиборье
| Спортсмен       | Вид       | 100 м | ВЫ   | ЯД    | 200 м | ДЛ   | КО    | 800 м   | Сумма | Место |
| --------------- | --------- | ----- | ---- | ----- | ----- | ---- | ----- | ------- | ----- | ----- |
| Свева Джеревини | Результат | 13,40 | 1,74 | 12,80 | 23,58 | 6,08 | 39,68 | 2.08,84 | 6220  | 13    |
| Свева Джеревини | Баллы     | 1065  | 903  | 714   | 1021  | 874  | 661   | 982     | 6220  | 13    |

## Настольный теннис
Италия получила две квоты на участие в женском индивидуальном турнире по рейтингу ITTF.
| Спортсмен         | Дисциплина     | 1/32                | 1/16                  | 1/8                   | Четвертьфиналы        | Полуфиналы            | Финал / За 3 место    | Финал / За 3 место    |
| Спортсмен         | Дисциплина     | Соперник Результат  | Соперник Результат    | Соперник Результат    | Соперник Результат    | Соперник Результат    | Соперник Результат    | Место                 |
| ----------------- | -------------- | ------------------- | --------------------- | --------------------- | --------------------- | --------------------- | --------------------- | --------------------- |
| Дебора Виварелли  | Женщины личное | JPNХина Хаята П 0–4 | завершила выступление | завершила выступление | завершила выступление | завершила выступление | завершила выступление | завершила выступление |
| Джорджия Пикколин | Женщины личное | JPNМиу Хирано П 0–4 | завершила выступление | завершила выступление | завершила выступление | завершила выступление | завершила выступление | завершила выступление |

## Парусный спорт
Италия завоевала право выставить по одной лодке (яхте) в нижеследующих классах судов по результатам Чемпионата мира по парусному спорту 2023 года в Гааге, Нидерланды, чемпионата Европы 2023 года и регаты «Последний шанс» 2024 года в Йере, Франция.
Гонки с выбыванием
| Спортсмен        | Дисциплина           | Открытые серии | Открытые серии | Открытые серии | Открытые серии | Открытые серии | Открытые серии | Открытые серии | Открытые серии | Открытые серии | Открытые серии | Открытые серии | Открытые серии | Открытые серии | Открытые серии | Открытые серии | Открытые серии | Открытые серии | Открытые серии | 1/4 финала | Полуфинал            | Полуфинал            | Полуфинал            | Полуфинал            | Полуфинал            | Полуфинал            | Полуфинал            | Полуфинал            | Финал                 | Финал                 | Финал                 | Финал                 | Финал                 | Финал                 | Финал                 | Финал                 |
| Спортсмен        | Дисциплина           | 1              | 2              | 3              | 4              | 5              | 6              | 7              | 8              | 9              | 10             | 11             | 12             | 13             | 14             | 15             | 16             | Сумма          | Место          | Место      | 1                    | 2                    | 3                    | 4                    | 5                    | 6                    | Всего побед          | Место                | 1                     | 2                     | 3                     | 4                     | 5                     | 6                     | Всего побед           | Место                 |
| ---------------- | -------------------- | -------------- | -------------- | -------------- | -------------- | -------------- | -------------- | -------------- | -------------- | -------------- | -------------- | -------------- | -------------- | -------------- | -------------- | -------------- | -------------- | -------------- | -------------- | ---------- | -------------------- | -------------------- | -------------------- | -------------------- | -------------------- | -------------------- | -------------------- | -------------------- | --------------------- | --------------------- | --------------------- | --------------------- | --------------------- | --------------------- | --------------------- | --------------------- |
| Николо Ренна     | Мужчины IQFoil       | 2              | 15             | 25 DNF         | 4              | 2              | 5              | 25 BFD         | 12             | 12             | 7              | 1              | 9              | 4              | —              | —              | —              | 73             | 6 Q            | 3          | завершил выступление | завершил выступление | завершил выступление | завершил выступление | завершил выступление | завершил выступление | завершил выступление | завершил выступление | завершил выступление  | завершил выступление  | завершил выступление  | завершил выступление  | завершил выступление  | завершил выступление  | завершил выступление  | 6                     |
| Марта Маджетти   | Женщины IQFoil       | 5              | 3              | 4              | 20             | 11             | 4              | 3              | 8              | 4              | 4              | 4              | 15             | 11             | 9              | —              | —              | 70             | 3 Q            | —          | 2                    | —                    | —                    | —                    | —                    | —                    | —                    | 2                    | 1                     | —                     | —                     | —                     | —                     | —                     | —                     | 1                     |
| Риккардо Пьянози | Мужчины Формула Кайт | 10             | 6              | 8              | 14             | 1              | 4              | 1              | отменены       | отменены       | отменены       | отменены       | отменены       | отменены       | отменены       | отменены       | отменены       | 20             | 3 SF           | —          | 2                    | 1                    | —                    | —                    | —                    | —                    | 3                    | 1 F                  | 3                     | 3                     | 2                     | —                     | —                     | —                     | 0                     | 4                     |
| Маджи Пешетто    | Женщины Формула Кайт | 5              | 21 DSQ         | 3              | 10             | 14             | 4              | отменены       | отменены       | отменены       | отменены       | отменены       | отменены       | отменены       | отменены       | отменены       | отменены       | 36             | 5 SF           | —          | 4                    | —                    | —                    | —                    | —                    | —                    | 0                    | 4                    | завершила выступление | завершила выступление | завершила выступление | завершила выступление | завершила выступление | завершила выступление | завершила выступление | завершила выступление |

Медальные гонки
| Спортсмен                      | Дисциплина      | Гонка | Гонка | Гонка | Гонка | Гонка | Гонка  | Гонка | Гонка | Гонка    | Гонка    | Гонка | Гонка | Гонка | Баллы | Место |
| Спортсмен                      | Дисциплина      | 1     | 2     | 3     | 4     | 5     | 6      | 7     | 8     | 9        | 10       | 11    | 12    | M*    | Баллы | Место |
| ------------------------------ | --------------- | ----- | ----- | ----- | ----- | ----- | ------ | ----- | ----- | -------- | -------- | ----- | ----- | ----- | ----- | ----- |
| Лоренцо Кьяварини              | Мужчины ILCA 7  | 25    | 21    | 4     | 6     | 17    | 27     | 5     | 19    | отменены | отменены | —     | —     | 14    | 111   | 9     |
| Кьяра Бенини Флориани          | Женщины ILCA 6  | 3     | 7     | 25    | 10    | 18    | 10     | 11    | 5     | 38       | отменена | —     | —     | 2     | 91    | 5     |
| Яна Джермани Джорджия Бертуцци | Женщины 49-й FX | 12    | 9     | 9     | 1     | 3     | 6      | 17    | 17    | 16       | 12       | 3     | 3     | 4     | 95    | 5     |
| Бруно Фесто Елена Берта        | Микст 470       | 3     | 13    | 12    | 15    | 10    | 20 DNF | 12    | 11    | отменены | отменены | —     | —     | EL    | 76    | 15    |
| Руджеро Тита Катерина Банти    | Микст Накра 17  | 1     | 1     | 2     | 1     | 1     | 1      | 1     | 6     | 6        | 20 BFD   | 5     | 2     | 4     | 31    | 1     |

M = Медальная гонка; EL = Выбыл – не участвовал в медальной гонке

## Плавание
Итальянские пловцы выполнили требования для участия в нижеследующих дисциплинах плавательного турнира Олимпиады (максимум два пловца, выполнивших Олимпийский квалификационный норматив (OST) или, возможно, Олимпийский рассматриваемый норматив (OCT)).
Мужчины
| Спортсмен                                                                                         | Дисциплина                | Заплывы  | Заплывы | Полуфиналы           | Полуфиналы           | Финал                 | Финал                 |
| Спортсмен                                                                                         | Дисциплина                | Время    | Место   | Время                | Место                | Время                 | Место                 |
| ------------------------------------------------------------------------------------------------- | ------------------------- | -------- | ------- | -------------------- | -------------------- | --------------------- | --------------------- |
| Леонардо Деплано                                                                                  | 50 м вольный стиль        | 21,79    | 6 Q     | 21,50                | 3 Q                  | 21,62                 | 7                     |
| Лоренцо Дзадзери                                                                                  | 50 м вольный стиль        | 21,64    | 4 Q     | 21,83                | 12                   | завершил выступление  | завершил выступление  |
| Леонардо Деплано                                                                                  | 100 м вольный стиль       | 48,82    | 23      | завершил выступление | завершил выступление | завершил выступление  | завершил выступление  |
| Алессандро Миресси                                                                                | 100 м вольный стиль       | 48,24    | 7 Q     | 47,95                | 9                    | завершил выступление  | завершил выступление  |
| Алессандро Рагайни                                                                                | 200 м вольный стиль       | 1.47,31  | 15 Q    | 1.47,08              | 14                   | завершил выступление  | завершил выступление  |
| Филиппо Мельи                                                                                     | 200 м вольный стиль       | 1.47,39  | 16 Q    | 1.46,87              | 13                   | завершил выступление  | завершил выступление  |
| Марко де Туллио                                                                                   | 400 м вольный стиль       | 3.47,90  | 17      | —                    | —                    | завершил выступление  | завершил выступление  |
| Маттео Ламберти                                                                                   | 400 м вольный стиль       | 3.48,38  | 20      | —                    | —                    | завершил выступление  | завершил выступление  |
| Лука де Туллио                                                                                    | 800 м вольный стиль       | 7.44,07  | 7 Q     | —                    | —                    | 7.46,16               | 7                     |
| Лука де Туллио                                                                                    | 1500 м вольный стиль      | 14.55,61 | 12      | —                    | —                    | завершил выступление  | завершил выступление  |
| Грегорио Пальтриньери                                                                             | 800 м вольный стиль       | 7.42,48  | 3 Q     | —                    | —                    | 7.39,38               | 3                     |
| Грегорио Пальтриньери                                                                             | 1500 м вольный стиль      | 14.42,56 | 2 Q     | —                    | —                    | 12.34,55              | 2                     |
| Грегорио Пальтриньери                                                                             | 10 км открытая вода       | —        | —       | —                    | —                    | 1:51.58,0             | 9                     |
| Томас Чеккон                                                                                      | 100 м на спине            | 53,45    | 12 Q    | 52,58                | 2 Q                  | 52,00                 | 1                     |
| Микеле Ламберти                                                                                   | 100 м на спине            | 54,22    | 23      | завершил выступление | завершил выступление | завершил выступление  | завершил выступление  |
| Томас Чеккон                                                                                      | 200 м на спине            | 1.57,69  | 14 Q    | 1.56,59              | 9                    | завершил выступление  | завершил выступление  |
| Маттео Рестиво                                                                                    | 200 м на спине            | 1.59,05  | 24      | завершил выступление | завершил выступление | завершил выступление  | завершил выступление  |
| Николо Мартиненги                                                                                 | 100 м брасс               | 59,39    | 4 Q     | 59,28                | 6 Q                  | 59,03                 | 1                     |
| Лудовико Виберти                                                                                  | 100 м брасс               | 59,93    | 15 Q    | 59,38                | 9                    | завершил выступление  | завершил выступление  |
| Джакомо Карини                                                                                    | 200 м баттерфляй          | 1.55,81  | 12 Q    | 1.55,20              | 12                   | завершил выступление  | завершил выступление  |
| Альберто Раццетти                                                                                 | 200 м баттерфляй          | 1.54,78  | 4 Q     | 1.54,51              | 7 Q                  | 1.54,85               | 8                     |
| Альберто Раццетти                                                                                 | 200 м комплекс            | 1.58,00  | 4 Q     | 1.57,10              | 7 Q                  | 1.56,82               | 6                     |
| Альберто Раццетти                                                                                 | 400 м комплекс            | 4.11,52  | 6 Q     | —                    | —                    | 4.09,38               | 5                     |
| Алессандро Миресси Томас Чеккон Паоло Конте Бонин Мануэль Фриго Леонардо Деплано Лоренцо Дзадзери | 4 × 100 м вольный стиль   | 3.12,94  | 6 Q     | —                    | —                    | 3.10,70               | 3                     |
| Джованни Казерта Карлос д’Амброзио Алессандро Рагайни Филиппо Мельи                               | 4 × 200 м вольный стиль   | 7.08,63  | 9       | —                    | —                    | завершили выступление | завершили выступление |
| Томас Чеккон Николо Мартиненги Джакомо Карини Алессандро Миресси                                  | 4 × 100 м комбинированная | 3.32,71  | 9       | —                    | —                    | завершили выступление | завершили выступление |
| Доменико Ачеренца                                                                                 | 10 км открытая вода       | —        | —       | —                    | —                    | 1:51.09,6             | 4                     |

Женщины
| Спортсмен                                                           | Дисциплина                | Заплывы  | Заплывы | Полуфиналы            | Полуфиналы            | Финал                 | Финал                 |
| Спортсмен                                                           | Дисциплина                | Время    | Место   | Время                 | Место                 | Время                 | Место                 |
| ------------------------------------------------------------------- | ------------------------- | -------- | ------- | --------------------- | --------------------- | --------------------- | --------------------- |
| Сара Кёртис                                                         | 50 м вольный стиль        | 24,67    | 13 Q    | 24,77                 | 14                    | завершила выступление | завершила выступление |
| Симона Квадарелла                                                   | 800 м вольный стиль       | 8.20,89  | 6 Q     | —                     | —                     | 8.14,55 NR            | 4                     |
| Симона Квадарелла                                                   | 1500 м вольный стиль      | 15.51,19 | 2 Q     | —                     | —                     | 15.44,05              | 4                     |
| Джиневра Таддеуччи                                                  | 1500 м вольный стиль      | 16.12,45 | 11      | —                     | —                     | завершила выступление | завершила выступление |
| Маргерита Пандзьера                                                 | 200 м на спине            | 2.11,60  | 20      | завершила выступление | завершила выступление | завершила выступление | завершила выступление |
| Бенедетта Пилато                                                    | 100 м брасс               | 1.06,19  | 6 Q     | 1.06,12               | 7 Q                   | 1.05,60               | 4                     |
| Лиза Анджолини                                                      | 100 м брасс               | 1.06,37  | 10 Q    | 1.06,39               | 9                     | завершила выступление | завершила выступление |
| Франческа Фанджо                                                    | 200 м брасс               | 2.25,85  | 15 Q    | 2.25,39               | 14                    | завершила выступление | завершила выступление |
| Констанца Коккончелли                                               | 100 м баттерфляй          | 58,66    | 21      | завершила выступление | завершила выступление | завершила выступление | завершила выступление |
| Виола Скотто                                                        | 100 м баттерфляй          | DSQ      | DSQ     | завершила выступление | завершила выступление | завершила выступление | завершила выступление |
| Сара Франчески                                                      | 200 м комплекс            | 2.12,88  | 18      | завершила выступление | завершила выступление | завершила выступление | завершила выступление |
| Сара Франчески                                                      | 400 м комплекс            | 4.48,89  | 15      | —                     | —                     | завершила выступление | завершила выступление |
| Сара Кёртис Эмма Вирджиния Меникуччи София Морини Кьяра Тарантино   | 4 × 100 м вольный стиль   | 3.36,28  | 8 Q     | —                     | —                     | 3.36,51               | 8                     |
| София Морини Джулия Д’Инноченцо Матильда Бьяджотти Джулия Рамателли | 4 × 200 м вольный стиль   | 7.55,29  | 9       | —                     | —                     | завершили выступление | завершили выступление |
| Маргерита Пандзьера Бенедетта Пилато Виола Скотто София Морини      | 4 × 100 м комбинированная | DSQ      | DSQ     | —                     | —                     | завершили выступление | завершили выступление |
| Джулия Габриэллески                                                 | 10 км открытая вода       | —        | —       | —                     | —                     | 2:04.17,9             | 6                     |
| Джиневра Таддеуччи                                                  | 10 км открытая вода       | —        | —       | —                     | —                     | 2:03.42,8             | 3                     |

Микст
| Спортсмен                                                            | Дисциплина                | Заплывы | Заплывы | Финал                 | Финал                 |
| Спортсмен                                                            | Дисциплина                | Время   | Место   | Время                 | Место                 |
| -------------------------------------------------------------------- | ------------------------- | ------- | ------- | --------------------- | --------------------- |
| Микеле Ламберти Николо Мартиненги Констанца Коккончелли София Морини | 4 × 100 м комбинированная | 3.45,80 | 11      | завершили выступление | завершили выступление |

## Пляжный волейбол
Италия получила две квоты на участие в мужском и одну квоту на участие в женском олимпийских турнирах по пляжному волейболу на основании Олимпийского рейтинга FIVB.
| Спортсмены                         | Категория | Групповой этап                                  | Групповой этап                            | Групповой этап                               | Групповой этап | 1/8 финала                           | Четвертьфиналы        | Полуфиналы            | Финал / Матч за 3 место | Место                 |
| Спортсмены                         | Категория | Соперник Счёт                                   | Соперник Счёт                             | Соперник Счёт                                | Место          | Соперник Счёт                        | Соперник Счёт         | Соперник Счёт         | Соперник Счёт           | Место                 |
| ---------------------------------- | --------- | ----------------------------------------------- | ----------------------------------------- | -------------------------------------------- | -------------- | ------------------------------------ | --------------------- | --------------------- | ----------------------- | --------------------- |
| Самуэле Коттафава Паоло Николаи    | Мужчины   | QATШериф Юнусс / Ахмед Тиджан П 0–2             | AUSМарк Николаидис / Изак Каррачер В 2–0  | SWEДавид Оман / Йонатан Хельвиг В 2–0        | 2 Q            | USAМайлз Партейн / Эндрю Бенеш П 0–2 | завершили выступление | завершили выступление | завершили выступление   | завершили выступление |
| Алекс Раньери Адриан Карамбула     | Мужчины   | NEDСтевен ван де Велде / Мэттью Иммерс В 2–1    | NORАндерс Мол / Кристиан Сёрум П 0–2      | CHIМарко Гримальт / Эстебан Гримальт П 0–2   | 4              | завершили выступление                | завершили выступление | завершили выступление | завершили выступление   | завершили выступление |
| Валентина Готтарди Марта Менегатти | Женщины   | Лилиана Фернандес / Паула Сория Гутьеррес П 1–2 | EGYМарва Абдельхади / Доаа Элгобаши В 2–0 | BRAЭдуарда Лижбоа / Ана Патрисия Рамос П 0–2 | 3 Q            | USAСара Хьюз / Келли Ченг П 1–2      | завершили выступление | завершили выступление | завершили выступление   | завершили выступление |

## Прыжки в воду
Италия  завоевала на Чемпионате мира по водным видам спорта 2023 года в Фукуоке, Япония четыре места в личных соревнованиях на 3-метровом трамплине, по два у мужчин и женщин и право выставить дуэт в синхронных прыжках с 3-метрового трамплина у женщин. Одно место в женских соревнованиях на 10-метровой вышке и в мужских синхронных прыжках с 3-метрового трамплина Италия получила на Чемпионате мира по водным видам спорта 2024 года в Дохе, Катар. Еще три места в соревнованиях на 10-метровой вышке, два у мужчин и одно у женщин, Италия получила в результате перераспределения квот.
| Спортсмен                       | Дисциплина                             | Квалификация | Квалификация | Полуфинал            | Полуфинал            | Финал                 | Финал                 |
| Спортсмен                       | Дисциплина                             | Баллы        | Место        | Баллы                | Место                | Баллы                 | Место                 |
| ------------------------------- | -------------------------------------- | ------------ | ------------ | -------------------- | -------------------- | --------------------- | --------------------- |
| Лоренцо Марсалья                | Мужчины 3-метровый трамплин            | 405,05       | 7 Q          | 354,05               | 18                   | завершил выступление  | завершил выступление  |
| Джованни Точчи                  | Мужчины 3-метровый трамплин            | 346,85       | 22           | завершил выступление | завершил выступление | завершил выступление  | завершил выступление  |
| Андреас Сарджент Ларсен         | Мужчины 10-метровая вышка              | 369,50       | 16 Q         | 394,15               | 15                   | завершил выступление  | завершил выступление  |
| Риккардо Джованнини             | Мужчины 10-метровая вышка              | 387,65       | 15 Q         | 400,65               | 13                   | завершил выступление  | завершил выступление  |
| Елена Бертокки                  | Женщины 3-метровый трамплин            | 282,30       | 14 Q         | 245,10               | 17                   | завершила выступление | завершила выступление |
| Кьяра Пеллакани                 | Женщины 3-метровый трамплин            | 297,70       | 7 Q          | 324,75               | 3 Q                  | 309,60                | 4                     |
| Сара Джодойн ди Мария           | Женщины 10-метровая вышка              | 286,10       | 11 Q         | 294,85               | 10 Q                 | 301,75                | 10                    |
| Майя Бигинелли                  | Женщины 10-метровая вышка              | 277,00       | 18 Q         | 240,80               | 18                   | завершила выступление | завершила выступление |
| Лоренцо Марсалья Джованни Точчи | Мужчины 3-метровый трамплин синхронные | —            | —            | —                    | —                    | 403,05                | 4                     |
| Елена Бертокки Кьяра Пеллакани  | Женщины 3-метровый трамплин синхронные | —            | —            | —                    | —                    | 293,52                | 4                     |

## Сёрфинг
Италия завоевала одно место в мужские соревнования сёрферов по итогам Мировой лиги сёрфинга 2023 года.
| Спортсмен           | Категория | 1 раунд | 1 раунд | 2 раунд | 2 раунд | 3 раунд              | Четвертьфинал        | Полуфинал            | Финал / За 3 место   | Финал / За 3 место   |
| Спортсмен           | Категория | Счёт    | Место   | Счёт    | Место   | Соперник Результат   | Соперник Результат   | Соперник Результат   | Соперник Результат   | Место                |
| ------------------- | --------- | ------- | ------- | ------- | ------- | -------------------- | -------------------- | -------------------- | -------------------- | -------------------- |
| Леонардо Фиораванти | Мужчины   | 8,87    | 2 R2    | 7,00    | 2       | завершил выступление | завершил выступление | завершил выступление | завершил выступление | завершил выступление |

## Синхронное плавание
Италия завоевала право выставить команду и дуэт в олимпийском турнире по синхронному плаванию по итогам Чемпионата мира по водным видам спорта 2024 года в Дохе, Катар.
| Спортсмен | Дисциплина | Техническая программа | Техническая программа | Произвольная программа | Произвольная программа | Акробатическая программа | Акробатическая программа | Сумма    | Сумма |
| Спортсмен | Дисциплина | Баллы                 | Место                 | Баллы                  | Место                  | Баллы                    | Место                    | Баллы    | Место |
| --- | ---------- | --------------------- | --------------------- | ---------------------- | ---------------------- | ------------------------ | ------------------------ | -------- | ----- |
| Линда Черрути Лукреция Руджеро                                                                                                | Дуэты      | DNS                   | DNS                   | DNS                    | DNS                    | ―                        | ―                        | DNS      | DNS   |
| Линда Черрути Лукреция Руджеро Марта Якоаччи София Мастроянни Энрика Пикколи Изотта Спортелли Джулия Верниче Франческа Зунино | Команды    | 277,8304              | 5                     | 326,1500               | 7                      | 241,9866                 | 8                        | 845,9670 | 8     |

## Скейтбординг
Италия получила два места в мужские соревнования в дисциплине парк на основании Олимпийского рейтинга OWSR.
| Спортсмен          | Дисциплина   | Заезд | Заезд | Финал                | Финал                |
| Спортсмен          | Дисциплина   | Счет  | Место | Счет                 | Место                |
| ------------------ | ------------ | ----- | ----- | -------------------- | -------------------- |
| Алекс Сордженте    | Парк мужчины | 91,14 | 3 Q   | 84,26                | 6                    |
| Алессандро Мадзара | Парк мужчины | 83,17 | 11    | завершил выступление | завершил выступление |

## Современное пятиборье
Итальянские пятиборцы завоевали по одной квоте в мужской и женский турниры на Европейских играх 2023 года в Кракове, Польша. Еще одно место в женском турнире получила Елена Микели после победы в финале Кубка мира 2023 года.
| Спортсмен       | Дисциплина     | Дисциплина | Фехтование (шпага до 1 укола) | Фехтование (шпага до 1 укола) | Фехтование (шпага до 1 укола) | Фехтование (шпага до 1 укола) | Плавание (200 м вольный стиль) | Плавание (200 м вольный стиль) | Плавание (200 м вольный стиль) | Конный спорт (конкур) | Конный спорт (конкур) | Конный спорт (конкур) | Конный спорт (конкур) | Комбинация: стрельба и бег (10 м пистолет)/(3200 м) | Комбинация: стрельба и бег (10 м пистолет)/(3200 м) | Комбинация: стрельба и бег (10 м пистолет)/(3200 м) | Сумма | Место |
| Спортсмен       | Дисциплина     | Дисциплина | ОР                            | Место                         | Баллы                         | БР                            | Время                          | Место                          | Баллы                          | Время                 | Штраф                 | Место                 | Баллы                 | Время                                               | Место                                               | Баллы                                               | Сумма | Место |
| --------------- | -------------- | ---------- | ----------------------------- | ----------------------------- | ----------------------------- | ----------------------------- | ------------------------------ | ------------------------------ | ------------------------------ | --------------------- | --------------------- | --------------------- | --------------------- | --------------------------------------------------- | --------------------------------------------------- | --------------------------------------------------- | ----- | ----- |
| Джорджо Малан   | Мужской турнир | Полуфинал  | 18-17                         | 18                            | 215                           | 4                             | 1.59,82                        | 3                              | 311                            | 60,45                 | 7                     | 7                     | 293                   | 10.12,46                                            | 5                                                   | 688                                                 | 1511  | 3 Q   |
| Джорджо Малан   | Мужской турнир | Финал      | 18-17                         | 18                            | 215                           | 0                             | 1.59,23                        | 5                              | 312                            | 61,97                 | 0                     | 6                     | 300                   | 9.51,70                                             | 3                                                   | 709                                                 | 1536  | 3     |
| Матео Чичинелли | Мужской турнир | Полуфинал  | 1-16                          | 15                            | 220                           | 0                             | 1.59,90                        | 5                              | 311                            | 56,99                 | 7                     | 6                     | 293                   | 10.16,62                                            | 9                                                   | 684                                                 | 1508  | 4 Q   |
| Матео Чичинелли | Мужской турнир | Финал      | 1-16                          | 15                            | 220                           | 0                             | 1.59,06                        | 4                              | 312                            | 58,86                 | 7                     | 8                     | 293                   | 9.58,23                                             | 9                                                   | 702                                                 | 1527  | 5     |
| Елена Микели    | Женский турнир | Полуфинал  | 19-16                         | 10                            | 220                           | 4                             | 2.10,63                        | 2                              | 289                            | 59,19                 | 0                     | 3                     | 300                   | 11.52,10                                            | 10                                                  | 588                                                 | 1401  | 2 Q   |
| Елена Микели    | Женский турнир | Финал      | 19-16                         | 10                            | 220                           | 12                            | 2.12,47                        | 5                              | 286                            | 56,82                 | 7                     | 9                     | 293                   | 11.27,86                                            | 12                                                  | 613                                                 | 1424  | 5     |
| Аличе Сотеро    | Женский турнир | Полуфинал  | 12-23                         | 34                            | 185                           | 8                             | 2.10,24                        | 1                              | 290                            | 59,84                 | 0                     | 5                     | 300                   | 11.22,83                                            | 3                                                   | 618                                                 | 1401  | 3 Q   |
| Аличе Сотеро    | Женский турнир | Финал      | 12-23                         | 34                            | 185                           | 6                             | 2.09,96                        | 1                              | 291                            | 57,61                 | 0                     | 3                     | 300                   | 11.33,81                                            | 15                                                  | 607                                                 | 1389  | 13    |

## Спортивное скалолазание
Италия получила одно место в соревнования мужчин в лазании на скорость после победы на Чемпионате мира 2023 года в Берне, Швейцария и одно место в женской комбинации боулдеринга и лазания на трудность по итогам Олимпийской квалификационной серии. Еще по одному месту в женских соревнованиях в комбинации и в лазании на скорость Италия получила после перераспределения квот.
Комбинация боулдеринга и лазания на трудность
| Спортсмен      | Категория | Квалификация | Квалификация | Квалификация | Квалификация | Квалификация | Квалификация | Финал                 | Финал                 | Финал                 | Финал                 | Финал                 | Финал                 |
| Спортсмен      | Категория | Боулдеринг   | Боулдеринг   | Трудность    | Трудность    | Всего        | Место        | Боулдеринг            | Боулдеринг            | Трудность             | Трудность             | Всего                 | Место                 |
| Спортсмен      | Категория | Результат    | Место        | Результат    | Место        | Всего        | Место        | Результат             | Место                 | Результат             | Место                 | Всего                 | Место                 |
| -------------- | --------- | ------------ | ------------ | ------------ | ------------ | ------------ | ------------ | --------------------- | --------------------- | --------------------- | --------------------- | --------------------- | --------------------- |
| Камилла Морони | Женщины   | 64,0         | 8            | 36,1         | 19           | 100,1        | 12           | завершила выступление | завершила выступление | завершила выступление | завершила выступление | завершила выступление | завершила выступление |
| Лаура Рогора   | Женщины   | 13,2         | 18           | 57,1         | 5            | 70,3         | 18           | завершила выступление | завершила выступление | завершила выступление | завершила выступление | завершила выступление | завершила выступление |

Лазание на скорость
| Спортсмен      | Категория | Квалификация | Квалификация | 1/8 финала                  | Четвертьфиналы         | Полуфиналы            | Финал / За 3 место    | Финал / За 3 место |
| Спортсмен      | Категория | Время        | Место        | Соперник Время              | Соперник Время         | Соперник Время        | Соперник Время        | Место              |
| -------------- | --------- | ------------ | ------------ | --------------------------- | ---------------------- | --------------------- | --------------------- | ------------------ |
| Маттео Цурлони | Мужчины   | 4,94         | 4            | CHNЛун Цзиньбао В 5,06–5,18 | CHNУ Пэн П 4,995–4,997 | завершил выступление  | завершил выступление  | 6                  |
| Беатрис Колли  | Женщины   | 8,18         | 11           | CHNЧжоу Яфэй П 6,84–6,55    | завершила выступление  | завершила выступление | завершила выступление | 9                  |

## Стрельба
Италия завоевала двенадцать мест в различных дисциплинах олимпийского турнира стрелков на разных этапах отбора, включая Чемпионат мира по пулевой стрельбе 2022 года в Каире, Египет, Чемпионат Европы по стендовой стрельбе 2022 года в Ларнаке, Кипр, Чемпионат мира по стрельбе 2023 года в Баку, Азербайджан, Европейские игры 2023 года во Вроцлаве, Польша, Чемпионат Европы в дисциплинах на 10 м 2024 года в Дьёре, Венгрия и Олимпийский квалификационный турнир ISSF по пулевой стрельбе 2024 года в Дохе, Катар. Три дополнительных места Италия получила по по Мировому Олимпийскому рейтингу и еще три благодаря квалификации стрелков в других дисциплинах согласно правилам ISSF. Квалифицировав минимум по одному спортсмену каждого пола в винтовочных соревнованиях, Италия автоматически получила право выставить смешанную пару в пневматической винтовке. Аналогично, квалифицировав по два участника каждого пола в ските, Италия получила право выставить две пары в смешанных соревнованиях в этой дисциплине.
Мужчины
| Спортсмен              | Дисциплина                            | Квалификация | Квалификация | Финал                | Финал                |
| Спортсмен              | Дисциплина                            | Баллы        | Место        | Баллы                | Место                |
| ---------------------- | ------------------------------------- | ------------ | ------------ | -------------------- | -------------------- |
| Данило Соллаццо        | Винтовка из трёх положений, 50 метров | 587-37x      | 19           | завершил выступление | завершил выступление |
| Данило Соллаццо        | Пневматическая винтовка, 10 метров    | 631,4        | 3 Q          | 187,4                | 5                    |
| Эдоардо Бонацци        | Винтовка из трёх положений, 50 метров | 588-38x      | 14           | завершил выступление | завершил выступление |
| Эдоардо Бонацци        | Пневматическая винтовка, 10 метров    | 629,8        | 10           | завершил выступление | завершил выступление |
| Риккардо Маццетти      | Скорострельный пистолет, 25 метров    | 583          | 12           | завершил выступление | завершил выступление |
| Массимо Спинелла       | Скорострельный пистолет, 25 метров    | 586          | 5 Q          | 10                   | 6                    |
| Федерико Нило Мальдини | Пневматический пистолет, 10 метров    | 581-16x      | 2 Q          | 240,0                | 2                    |
| Паоло Монна            | Пневматический пистолет, 10 метров    | 579-18x      | 5 Q          | 218,6                | 3                    |
| Мауро де Филиппис      | Трап                                  | 121          | 13           | завершил выступление | завершил выступление |
| Джованни Пелльело      | Трап                                  | 121          | 16           | завершил выступление | завершил выступление |
| Таммаро Кассандро      | Скит                                  | 124          | 2 Q          | 36                   | 4                    |
| Габриэле Россетти      | Скит                                  | 122          | 7            | завершил выступление | завершил выступление |

Женщины
| Спортсмен          | Дисциплина                            | Квалификация | Квалификация | Финал                 | Финал                 |
| Спортсмен          | Дисциплина                            | Баллы        | Место        | Баллы                 | Место                 |
| ------------------ | ------------------------------------- | ------------ | ------------ | --------------------- | --------------------- |
| Барбара Гамбаро    | Винтовка из трёх положений, 50 метров | 580-26x      | 23           | завершила выступление | завершила выступление |
| Барбара Гамбаро    | Пневматическая винтовка, 10 метров    | 626,8        | 24           | завершила выступление | завершила выступление |
| Сильвана Станко    | Трап                                  | 122          | 4 Q          | 40                    | 2                     |
| Джессика Росси     | Трап                                  | 120          | 9            | завершила выступление | завершила выступление |
| Диана Бакози       | Скит                                  | 117          | 15           | завершила выступление | завершила выступление |
| Мартина Бартоломеи | Скит                                  | 117          | 16           | завершила выступление | завершила выступление |

Микст
| Спортсмен                            | Дисциплина                         | Квалификация | Квалификация | Финал                 | Финал                 |
| Спортсмен                            | Дисциплина                         | Баллы        | Место        | Баллы                 | Место                 |
| ------------------------------------ | ---------------------------------- | ------------ | ------------ | --------------------- | --------------------- |
| Данило Соллаццо Барбара Гамбаро      | Пневматическая винтовка, 10 метров | 625,4        | 17           | завершили выступление | завершили выступление |
| Габриэле Россетти Диана Бакози       | Скит                               | 149          | 1 Q WR       | 45                    | 1                     |
| Таммаро Кассандро Мартина Бартоломеи | Скит                               | 144          | 5            | завершили выступление | завершили выступление |

## Стрельба из лука
Италия завоевала право выставить команду и трех участников в личном первенстве в соревнованиях мужчин, заняв второе место на Чемпионате Европы по стрельбе из лука 2024 года в Эссене, Германия. Еще одно место на участие в женском личном турнире Италия получила по результатам Европейских игр 2023 года в Кракове, Польша. Квалифицировав, как минимум, по одному участнику в женский и мужской личные турниры, Италия автоматически получила право на участие в миксте.
| Спортсмен                                        | Дисциплина                        | Предварительный раунд | Предварительный раунд | 1/32                   | 1/16                         | Четвертьфиналы        | Полуфиналы               | Финал / За 3 место    | Финал / За 3 место    |
| Спортсмен                                        | Дисциплина                        | Результат             | Посев                 | Соперник Счет          | Соперник Счет                | Соперник Счет         | Соперник Счет            | Соперник Счет         | Место                 |
| ------------------------------------------------ | --------------------------------- | --------------------- | --------------------- | ---------------------- | ---------------------------- | --------------------- | ------------------------ | --------------------- | --------------------- |
| Мауро Несполи                                    | Мужчины индивидуальное первенство | 670                   | 20                    | BANСагор Ислам В 6–0   | UZBАмирхон Садиков В 6–4     | CANЭрик Петерс В 6–2  | KORЛи У Сок П 4–6        | завершил выступление  | завершил выступление  |
| Федерико Музолези                                | Мужчины индивидуальное первенство | 662                   | 34                    | SLOЖига Равникар В 6–4 | KORКим Дже Док П 4–6         | завершил выступление  | завершил выступление     | завершил выступление  | завершил выступление  |
| Алессандро Паоли                                 | Мужчины индивидуальное первенство | 658                   | 37                    | BHUЛам Дорджи В 7–3    | KORЛи У Сок П 0–6            | завершил выступление  | завершил выступление     | завершил выступление  | завершил выступление  |
| Мауро Несполи Федерико Музолези Алессандро Паоли | Мужчины командное первенство      | 1990                  | 7                     | —                      | —                            | Казахстан · В 5–4     | Франция · П 2–6          | завершили выступление | завершили выступление |
| Кьяра Ребальяти                                  | Женщины индивидуальное первенство | 663                   | 15                    | MASАриана Заири В 6–5  | ROUМэдэлина Амэйстроаи П 3–7 | завершила выступление | завершила выступление    | завершила выступление | завершила выступление |
| Мауро Несполи Кьяра Ребальяти                    | Микст команды                     | 1333                  | 9 Q                   | —                      | —                            | Франция · В 6–0       | Республика Корея · П 2–6 | завершили выступление | завершили выступление |

## Теннис
Италия получила максимально возможное количество мест в олимпийские теннисные соревнования: по четыре места в одиночные и два места в парные турниры у мужчин и женщин по рейтингу ATP и WTA соответственно, а также одно место в миксте согласно суммарному олимпийскому рейтингу.
| Спортсмен                             | Дисциплина        | 1/32 финала                       | 1/16 финала                                                        | 1/8 финала                                      | Четвертьфиналы                                     | Полуфиналы                                  | Финал / За 3 место                                  | Финал / За 3 место    |
| Спортсмен                             | Дисциплина        | Соперник Счёт                     | Соперник Счёт                                                      | Соперник Счёт                                   | Соперник Счёт                                      | Соперник Счёт                               | Соперник Счёт                                       | Место                 |
| ------------------------------------- | ----------------- | --------------------------------- | ------------------------------------------------------------------ | ----------------------------------------------- | -------------------------------------------------- | ------------------------------------------- | --------------------------------------------------- | --------------------- |
| Лоренцо Музетти                       | Мужчины одиночный | FRAГаэль Монфис В 6–1, 6–4        | ARGМариано Навоне В 7–6(7–2), 6–3                                  | USAТейлор Фриц В 6–4, 7–5                       | GERАлександр Зверев В 7–5, 7–5                     | SRBНовак Джокович П 4–6, 2–6                | CANФеликс Оже-Альяссим В 6–4, 1–6, 6–3              | 3                     |
| Маттео Арнальди                       | Мужчины одиночный | FRAАртюр Фис В 6–4, 7–6(9–7)      | GERДоминик Кёпфер П 6–3, 2–6, 1–6                                  | завершил выступление                            | завершил выступление                               | завершил выступление                        | завершил выступление                                | завершил выступление  |
| Лучано Дардери                        | Мужчины одиночный | USAТомми Пол П 3–6, 4–6           | завершил выступление                                               | завершил выступление                            | завершил выступление                               | завершил выступление                        | завершил выступление                                | завершил выступление  |
| Андреа Вавассори                      | Мужчины одиночный | ESPПедро Мартинес В 6–4, 4–6, 6–4 | NORКаспер Рууд П 6–4, 4–6, 3–6                                     | завершил выступление                            | завершил выступление                               | завершил выступление                        | завершил выступление                                | завершил выступление  |
| Лучано Дардери Лоренцо Музетти        | Мужчины парный    | –                                 | CHIНиколас Ярри Алехандро Табило П 3–6, 7–6(7–5), [5–10]           | завершили выступление                           | завершили выступление                              | завершили выступление                       | завершили выступление                               | завершили выступление |
| Симоне Болелли Андреа Вавассори       | Мужчины парный    | –                                 | ESPПабло Карреньо Буста Марсель Гранольерс П 6–2, 6–7(5–7), [7–10] | завершили выступление                           | завершили выступление                              | завершили выступление                       | завершили выступление                               | завершили выступление |
| Лючия Бронцетти                       | Женщины одиночный | CROДонна Векич П 2–6, 5–7         | завершила выступление                                              | завершила выступление                           | завершила выступление                              | завершила выступление                       | завершила выступление                               | завершила выступление |
| Жасмин Паолини                        | Женщины одиночный | ROUАна Богдан В 7–5, 6–3          | POLМагда Линетт В 6–4, 6–1                                         | SVKАнна Каролина Шмидлова П 5–7, 6–3, 5–7       | завершила выступление                              | завершила выступление                       | завершила выступление                               | завершила выступление |
| Элизабетта Коччаретто                 | Женщины одиночный | AINДиана Шнайдер П 2–6, 5–7       | завершила выступление                                              | завершила выступление                           | завершила выступление                              | завершила выступление                       | завершила выступление                               | завершила выступление |
| Сара Эррани                           | Женщины одиночный | CHNЧжэн Циньвэнь П 0–6, 0–6       | завершила выступление                                              | завершила выступление                           | завершила выступление                              | завершила выступление                       | завершила выступление                               | завершила выступление |
| Сара Эррани Жасмин Паолини            | Женщины парный    | –                                 | NZLЭрин Рутлифф Лулу Сан В 6–2, 6–3                                | FRAКаролин Гарсия Диан Парри В 5–7, 6–3, [10–8] | GBRКэти Боултер Хезер Уотсон В 6–3, 6–1            | CZEКаролина Мухова Линда Носкова В 6–3, 6–2 | AINМирра Андреева Диана Шнайдер 0В 2–6, 6–1, [10–7] | 1                     |
| Лючия Бронцетти Элизабетта Коччаретто | Женщины парный    | –                                 | ESPКристина Букша Сара Соррибес Тормо П 1–6, 2–6                   | завершили выступление                           | завершили выступление                              | завершили выступление                       | завершили выступление                               | завершили выступление |
| Андреа Вавассори Сара Эррани          | Микст             | –                                 | –                                                                  | AINДаниил Медведев Мирра Андреева В 6–3, 6–2    | NEDУэсли Колхоф Деми Схюрс П 7–6(7–4), 3–6, [9–11] | завершили выступление                       | завершили выступление                               | завершили выступление |

## Триатлон
Италия завоевала по два квотных места в соревнования мужчин и женщин, а также право участвовать в эстафете по рейтингу смешанных эстафет World Triathlon. Еще одно место в личные соревнования женщин Италия получила на основании Индивидуального рейтинга World Triathlon.
Личное
| Спортсмен          | Категория | Время             | Время     | Время             | Время     | Время       | Время   | Место |
| Спортсмен          | Категория | Плавание (1,5 км) | Переход 1 | Велосипед (40 км) | Переход 2 | Бег (10 км) | Всего   | Место |
| ------------------ | --------- | ----------------- | --------- | ----------------- | --------- | ----------- | ------- | ----- |
| Алессио Кроциани   | Мужчины   | 20.10             | 0,49      | 52.32             | 0,24      | 34.24       | 1:48.19 | 30    |
| Джанлука Поццатти  | Мужчины   | 20.31             | 0,51      | 52.01             | 0,27      | 30.51       | 1:44.41 | 14    |
| Аличе Бетто        | Женщины   | 23.41             | 0,56      | 58.11             | 0,28      | 30.40       | 1:57.56 | 16    |
| Бьянка Сереньи     | Женщины   | 22.14             | 0,59      | 59.37             | 0,31      | 35.50       | 1:59.11 | 22    |
| Верена Штайнхаузер | Женщины   | 24.51             | 0,56      | 1:00.28           | 0,29      | 35.51       | 2:02.35 | 39    |

Эстафета
| Спортсмен          | Категория      | Время            | Время     | Время            | Время     | Время      | Время   | Место |
| Спортсмен          | Категория      | Плавание (300 м) | Переход 1 | Велосипед (7 км) | Переход 2 | Бег (2 км) | Всего   | Место |
| ------------------ | -------------- | ---------------- | --------- | ---------------- | --------- | ---------- | ------- | ----- |
| Джанлука Поццатти  | Микст эстафета | 4.12             | 1,04      | 9.37             | 0,23      | 4.55       | 20.11   | 4     |
| Аличе Бетто        | Микст эстафета | 4.58             | 1,08      | 10.40            | 0,27      | 5.47       | 23.00   | 9     |
| Алессио Кроциани   | Микст эстафета | 4.14             | 1,04      | 9.32             | 0,24      | 5.02       | 20.16   | 4     |
| Верена Штайнхаузер | Микст эстафета | 5.25             | 1,12      | 10.41            | 0,29      | 5.57       | 23.44   | 6     |
| Всего              | Микст эстафета | —                | —         | —                | —         | —          | 1:27.11 | 6     |

## Тхэквондо
Италия завоевала два места в мужском турнире в соответствии с рейтингом WT и одно место в женском турнире по результатам Европейского квалификационного турнира 2024 года в Софии, Болгария.
| Спортсмен        | Дисциплина       | 1/8 финала                   | Четвертьфиналы             | Полуфиналы               | Утеш. поединки               | Финал/За 3 место      | Финал/За 3 место      |
| Спортсмен        | Дисциплина       | Соперник Результат           | Соперник Результат         | Соперник Результат       | Соперник Результат           | Соперник Результат    | Место                 |
| ---------------- | ---------------- | ---------------------------- | -------------------------- | ------------------------ | ---------------------------- | --------------------- | --------------------- |
| Вито Дель’Акуила | Мужчины до 58 кг | KAZCамирхон Абабакиров В 2–1 | HUNОмар Салим В 2–0        | AZEГашим Магомедов П 0–2 | —                            | FRAСирьан Раве П WO   | 5                     |
| Симоне Алессио   | Мужчины до 80 кг | KAZБатырхан Толеугали В 2–0  | IRIМехран Бархордари П 1–2 | —                        | UZBДжасурбек Джайсунов В 2–0 | USAКарл Николас В 2–0 | 3                     |
| Иления Матонти   | Женщины до 49 кг | TURМерве Динчел П 0–2        | завершила выступление      | завершила выступление    | завершила выступление        | завершила выступление | завершила выступление |

## Тяжёлая атлетика
Италия получила два места в мужских и одно место в женских соревнованиях в соответствии с олимпийским рейтингом IWF.
| Спортсмен           | Категория        | Рывок     | Рывок | Толчок    | Толчок | Всего | Место |
| Спортсмен           | Категория        | Результат | Место | Результат | Место  | Всего | Место |
| ------------------- | ---------------- | --------- | ----- | --------- | ------ | ----- | ----- |
| Серджо Массида      | Мужчины до 61 кг | DNF       | DNF   | DNF       | DNF    | DNF   | DNF   |
| Антонио Пиццолато   | Мужчины до 89 кг | 172       | 4     | 212       | 2      | 384   | 3     |
| Лукреция Маджистрис | Женщины до 59 кг | 96        | 10    | 112       | 11     | 208   | 11    |

## Фехтование
Италия получил по рейтингу FEI право выставить трех участников в личных соревнованиях и команды из четырех человек, включая запасных, во всех шести видах олимпийской программы фехтовальщиков.
| Спортсмен                                                               | Дисциплина             | 1/16 финала                      | 1/8 финала                   | Четвертьфинал             | Полуфинал                          | Финал / За 3 место               | Финал / За 3 место    |                       |
| Спортсмен                                                               | Дисциплина             | Соперник Счет                    | Соперник Счет                | Соперник Счет             | Соперник Счет                      | Соперник Счет                    | Место                 |                       |
| ----------------------------------------------------------------------- | ---------------------- | -------------------------------- | ---------------------------- | ------------------------- | ---------------------------------- | -------------------------------- | --------------------- | --------------------- |
| Давиде де Вероли                                                        | Мужчины шпага          | CZEМартин Рубеш В 14–10          | JPNМасару Ямада П 11–15      | завершил выступление      | завершил выступление               | завершил выступление             | завершил выступление  |                       |
| Андреа Сантарелли                                                       | Мужчины шпага          | ISRЮваль Фрейлих В 15–13         | EGYМохамед Эль-Сайед П 10–15 | завершил выступление      | завершил выступление               | завершил выступление             | завершил выступление  |                       |
| Федерико Висмара                                                        | Мужчины шпага          | NEDТристан Тюлен В 15–11         | KAZЭльмир Алимжанов В 14–13  | HUNТибор Андрашфи П 13–15 | завершил выступление               | завершил выступление             | завершил выступление  |                       |
| Давиде де Вероли Андреа Сантарелли Федерико Висмара Габриэле Чимини (*) | Мужчины шпага команды  | —                                | —                            | Чехия · П 38–43           | За 5-8 места · Венесуэла · В 45–34 | За 5 место · Казахстан · В 45–36 | 5                     |                       |
| Гийом Бьянки                                                            | Мужчины рапира         | CANМаксимильен ван Хастер В 15–4 | CZEАлександр Шупенич В 15–5  | USAНик Иткин П 14–15      | завершил выступление               | завершил выступление             | завершил выступление  | завершил выступление  |
| Филиппо Макки                                                           | Мужчины рапира         | CHNСюй Цзе В 15–10               | JPNКёсукэ Мацуяма В 15–10    | EGYМохамед Хамза В 15–9   | USAНик Иткин В 15–11               | HKGЭдгар Чён П 14–15             | 2                     |                       |
| Томмазо Марини                                                          | Мужчины рапира         | CANБлейк Брозус В 15–9           | FRAМаксим Поти П 14–15       | завершил выступление      | завершил выступление               | завершил выступление             | завершил выступление  |                       |
| Гийом Бьянки Филиппо Макки Томмазо Марини Алессио Фокони (*)            | Мужчины рапира команды | —                                | —                            | Польша · В 45–39          | США · В 45–38                      | Япония · П 36–45                 | 2                     |                       |
| Лука Куратоли                                                           | Мужчины сабля          | TURЭнвер Йылдырым В 15–10        | ITAЛуиджи Самеле П 12–15     | завершил выступление      | завершил выступление               | завершил выступление             | завершил выступление  |                       |
| Луиджи Самеле                                                           | Мужчины сабля          | CANШауль Гордон В 15–10          | ITAЛука Куратоли В 15–12     | EGYМохамед Амер В 15–13   | KORО Сан Ук П 5–15                 | EGYЗияд эль-Сасси В 15–12        | 3                     |                       |
| Микеле Галло                                                            | Мужчины сабля          | CHNШэнь Чэньпэн П 6–15           | завершил выступление         | завершил выступление      | завершил выступление               | завершил выступление             | завершил выступление  |                       |
| Лука Куратоли Луиджи Самеле Микеле Галло Пьетро Торре (*)               | Мужчины сабля команды  | —                                | —                            | Венгрия · П 38–45         | За 5-8 места · США · В 45–40       | За 5 место · Египет · В 45–38    | 5                     |                       |
| Альберта Сантуччо                                                       | Женщины шпага          | SGPКирия Тиканах В 15–10         | FRAКоралин Виталис В 15–12   | ESTНелли Дифферт П 9–10   | завершила выступление              | завершила выступление            | завершила выступление |                       |
| Росселла Фьяминго                                                       | Женщины шпага          | USAЭнн Себула П 14–15            | завершила выступление        | завершила выступление     | завершила выступление              | завершила выступление            | завершила выступление |                       |
| Джулия Рицци                                                            | Женщины шпага          | POLАлиция Класик П 11–12         | завершила выступление        | завершила выступление     | завершила выступление              | завершила выступление            | завершила выступление |                       |
| Альберта Сантуччо Росселла Фьяминго Джулия Рицци Мара Наваррия (*)      | Женщины шпага команды  | —                                | —                            | { Египет · В 39–26        | Китай · В 45–24                    | Франция · В 30–29                | 1                     |                       |
| Арианна Эрриго                                                          | Женщины рапира         | PHIСаманта Катантан В 15–12      | FRAЕва Лашре В 15–6          | USAЛорен Скраггс П 14–15  | завершила выступление              | завершила выступление            | завершила выступление |                       |
| Мартина Фаваретто                                                       | Женщины рапира         | EGYСара Амр Хоссни В 15–5        | FRAПолин Ранвье В 15–9       | CANЭлеанор Харви П 14–15  | завершила выступление              | завершила выступление            | завершила выступление |                       |
| Аличе Вольпи                                                            | Женщины рапира         | POLХанна Личбинская В 15–11      | ROUМэлина Кэлугэряну В 15–9  | GERАнне Зауэр В 15–12     | USAЛи Кифер П 10–15                | CANЭлеанор Харви П 12–15         | 4                     |                       |
| Арианна Эрриго Мартина Фаваретто Аличе Вольпи Франческа Палумбо (*)     | Женщины рапира команды | —                                | —                            | Египет · В 45–14          | Япония · В 45–39                   | США · П 45–39                    | 2                     |                       |
| Микела Баттистон                                                        | Женщины сабля          | HUNЛиза Пустаи П 12–15           | завершила выступление        | завершила выступление     | завершила выступление              | завершила выступление            | завершила выступление | завершила выступление |
| Мартина Кришио                                                          | Женщины сабля          | HUNЛуца Сюч П 10–15              | завершила выступление        | завершила выступление     | завершила выступление              | завершила выступление            | завершила выступление | завершила выступление |
| Кьяра Мормиле                                                           | Женщины сабля          | FRAСесилия Бердер П 10–15        | завершила выступление        | завершила выступление     | завершила выступление              | завершила выступление            | завершила выступление | завершила выступление |
| Микела Баттистон Мартина Кришио Кьяра Мормиле Ирене Векки (*)           | Женщины сабля команды  | —                                | —                            | Украина · П 37–45         | За 5-8 места · Венгрия · П 35–45   | За 7 место · Алжир · В 45–27     | 7                     |                       |

- – запасные участники